# Калининаул (Казбековский район)
Калининаул (устар.: Калинин-Аул, Ширча-Юрт, Ширча-Аух, Ширча-Эвла, Юрт-Эвла; экзотопоним: Старый Окох) — село в Казбековском районе Дагестана, старинное село чеченцев-ауховцев.
Образует муниципальное образование село Калининаул со статусом сельского поселения как единственный населённый пункт в его составе.
До депортации чеченцев в 1944 году село входило в состав Ауховского района. Селение «Старый Окох» (Ширча-Аух) являлось столицей чеченского государственного образования известного в русских документах XVI—XVII вв. как «Окоцкая земля».

## Географическое положение
Село расположено на правом берегу реки Акташ, при впадении в неё реки Саласу, напротив села Ленинаула, в 18 км к югу от Хасавюрта, на границе с Чеченской Республикой.
Ближайшие населённые пункты: на севере — село Ленинаул, на юге — село Алмак, на западе — сёла Гиляны и Зандак (Чечня), на востоке — село Дылым (районный центр).

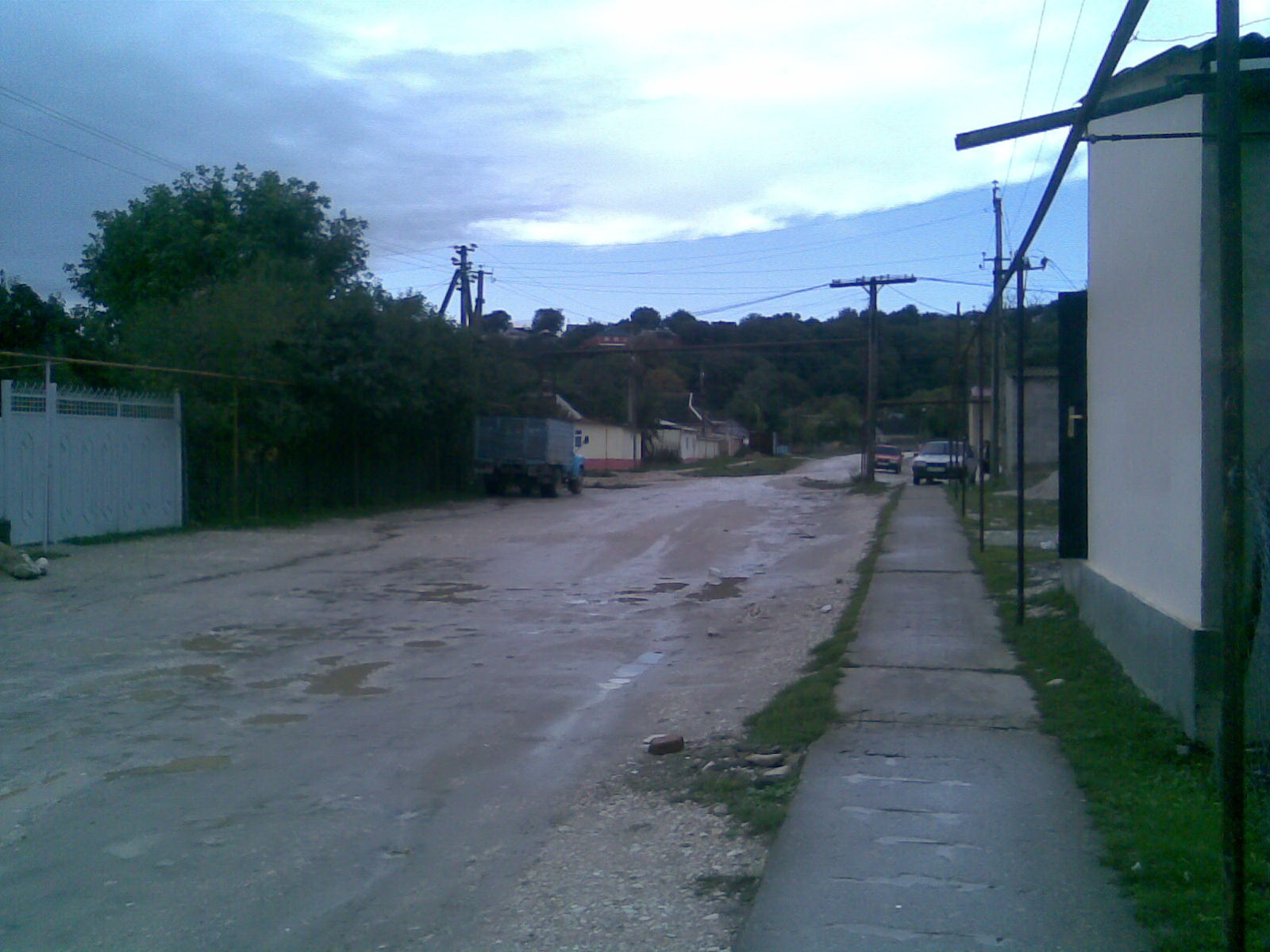
Улица в Калининауле
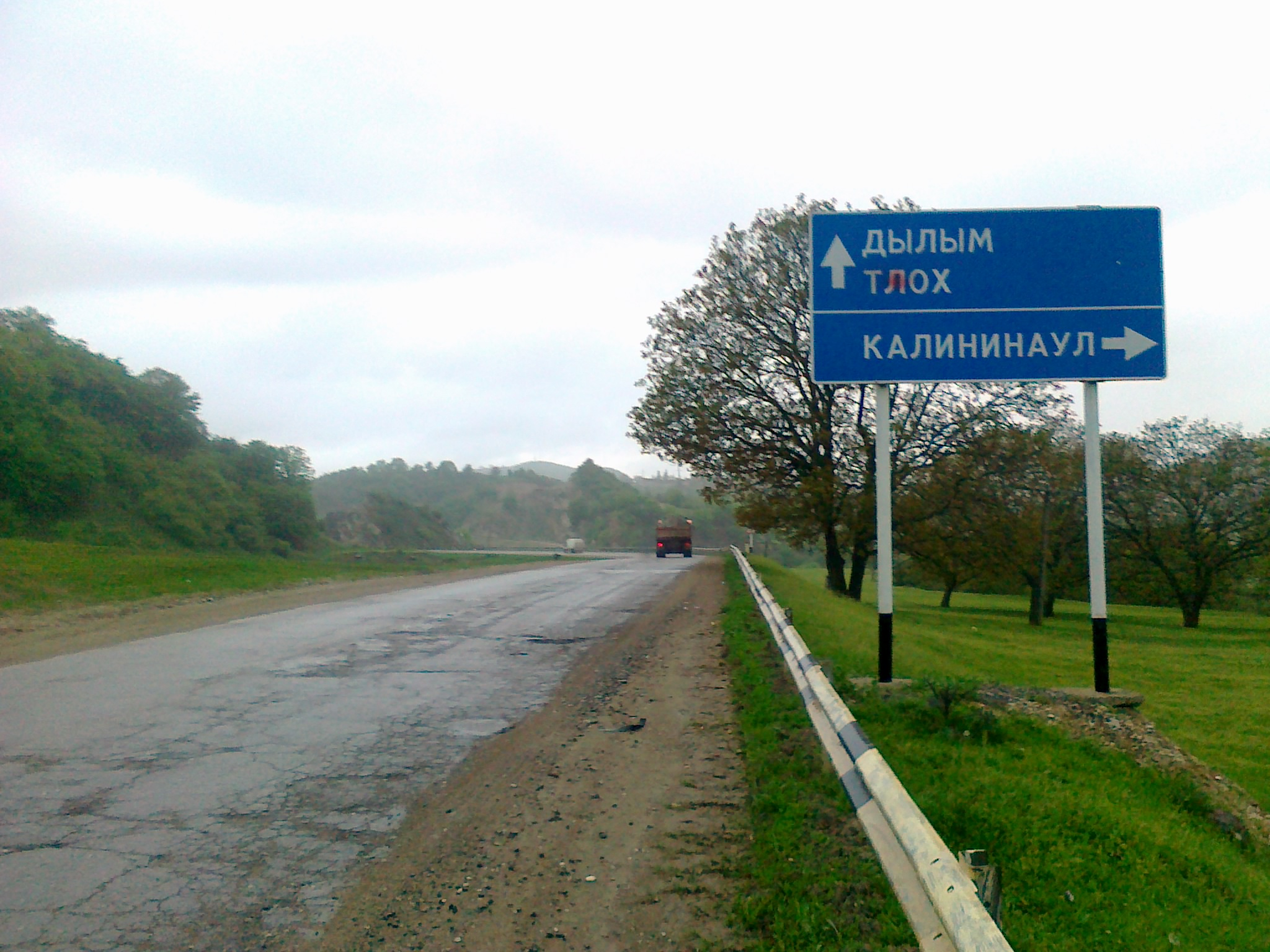
Указатель у въезда в село Калининаул
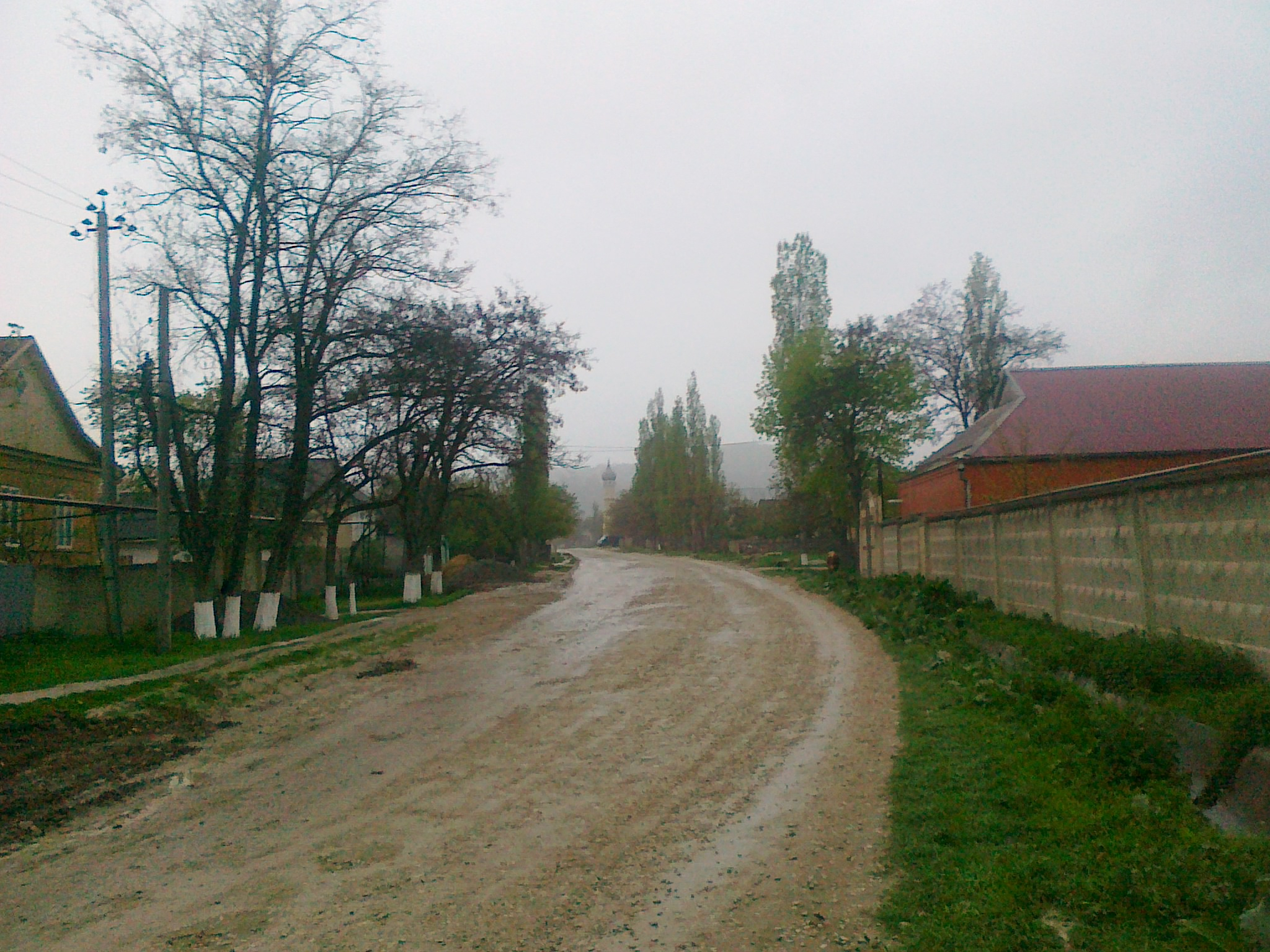
Главная улица села Калининаул
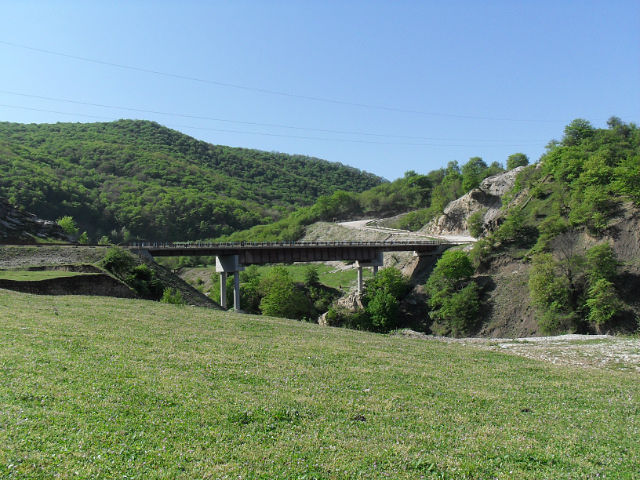
Калининаул, мост через Саласу

## История
Время основания поселения неизвестно. Вероятно, о более раннем основании, относительно других ауховских селений, может говорить само средневековое наименование аула — Ширча-Эвла/Ширча-Юрт, в переводе означающее «Старое поселение». Чеченский исследователь-краевед, педагог и народный поэт А. С. Сулейманов утверждал, что, согласно полевым материалам, наряду с селением Пхарчхошка, средневековый аул Ширча-Юрт был старинным поселением ауховцев.
В XVI—XVIII веках Ширча-Юрт оставался одним из крупнейших поселений в предгорной части от Сулака до Аксая. Согласно чеченскому учёному, к.и.н. А. А. Адилсултанову, уже в этот период аул имел смешанный тайповый состав.
Упоминания о Ширча-Аух в русских документах встречаются в XVII—XVII вв. под названием Старый Окох к этому времени как о крупном населённом пункте.
По легенде ауховцев четырнадцать поколений назад часть лам-кристов вышла из Аки-лам и двинулась на восток по причине того, что им от перенаселённости жить там стало тесно.
Чеченцы прошли мимо рек Аргуна и Аксая, реки эти чеченцам не понравились, и наконец, они пришли в место, где ныне расположен аул Юрт-Аух. Первыми поселенцами здесь были представители тайпов парчхой (пешхой) и цечой. Когда чеченцы прибыли сюда, по близости стоял только один хутор Анди. Других населённых пунктов не было". По версии ряда исследователей, уже в конце XIV века чеченцы начинают возвращаться на равнину. В короткие сроки воссоздаются аулы Парчхой и Юрт-Аух.
По мнению историка Я. З. Ахмадова, «Старый Окох» (Ширча-Аух) являлась главным селением Окоцкой земли.
В 1617 году эндерейский князь Салтан-Магомет во время ссоры с тарковским князем из Эндирея пошёл в крепость в Старые Окохи.
В сентябре 1645 года Терский город для присяги царю Руси Алексею Михайловичу посетил окоцкий мурза Айбирь-мурза Батаев из Старых Окох.

### В 1877—1878 гг.
В 1877—1878 гг. Алибек-Хаджи с остатками своих мюридов ушёл в верховья реки Ярык-су и закрепился в ауле Самсир, который считался неприступным. Вскоре к нему начали стекаться чеченцы, желавшие выступить на его стороне против царской армии. В скором времени под командой имама Алибек-Хаджи собралось около двух тысяч горцев. Для разгрома самсырской группировки из Хасавюрта был направлен отряд под командованием флигель-адъютанта полковника Батьянова. 15 мая он вошёл в оставленный жителями ауховский аул Юрт-Аух, где расположился на ночь. Но к вечеру, аул одновременно с нескольких сторон был атакован чеченцами. Бой продолжался всю ночь. Русским удалось удержать занимаемые ими позиции, однако с наступлением следующего дня, из-за значительного численного превосходство чеченцев, им пришлось оставить Юрт-Аух и вернуться назад в Хасавюрт.

### После 1944 г.

Земли сельского поселения «Село Калининаул»

Село Юрт-Аух (вместе с Юрт-Ауховским сельсоветом) до 1944 года входило в состав Ауховского района. В 1944 году во время депортации чеченцев в Среднюю Азию на их место были поселены аварцы из соседнего села Алмак.
В 1956 году чеченцам разрешили вернуться на Кавказ, но руководство Дагестана запретило поселение чеченцев в родовых сёлах бывшего Ауховского района, и большинство жителей Юрт-Ауха поселились в селе Новосельское Хасавюртовского района.
Спустя несколько лет чеченцы стали выкупать свои дома у аварцев.
Чеченцы и аварцы с момента возвращения чеченцев из депортации и до сегодняшнего дня не молятся совместно в мечетях, а также не проводят и не отмечают праздники совместно.
29 августа 2007 года в селении Калининаул произошло столкновение между чеченцами и аварцами в возрасте от 15 до 30 лет, в котором участвовало более 100 человек. В столкновении пострадало 8 человек, в том числе два милиционера. 15 человек из участников драки были задержаны правоохранительными органами.
На данный момент идет процесс восстановления Ауховского района и переселение лакцев с Новолакского района близ Махачкалы, аварцы же отказались переселяться и согласились на совместное проживание с чеченцами в восстановленном районе.

### Оружейники
Известные мастера — оружейники села Ширча-Юрт:
- Алгота — во второй половине XIX века изготавливал клинки и кольчуги,
- Адамши — во второй половине XIX века изготавливал клинки,
- Кадыр — в середине XIX века изготавливал клинки,
- Исмаил — во второй половине XIX — начале XX вв. изготовлял клинки, также ружья и пистолеты,
- Арсан-Али — во второй половине XIX — начале XX вв. изготавливал клинки,
- Мату (Мата) — во второй половине XIX — начале XX вв. изготавливал клинки[30].

### Мечеть XX века

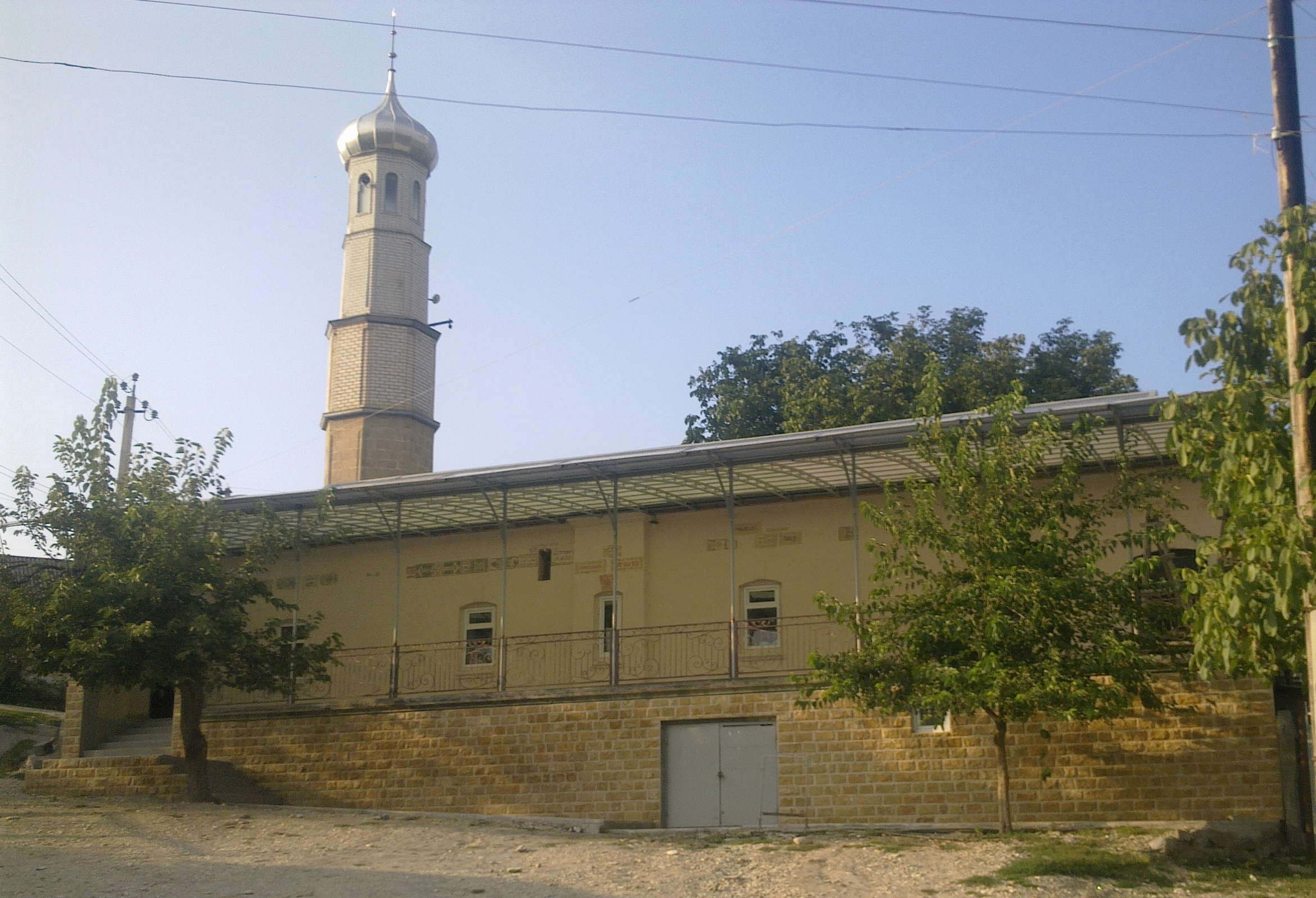
Мечеть XX века в с. Юрт-Аух

В старом центре села имеется действующая «Юрт-Ауховская мечеть», построенная вначале XX века, является памятником архитектуры Ауха. По рассказам старожилов села мечеть построена на месте, где стояла глиняная необходимость, в новой назрела с тем, что население села увеличилось, и старая мечеть уже не могла вмещать всех желающих, при возведении мечети жители села за определённую плату наняли строителей.
Кирпичные блоки изготавливались из больших песчаных камней, которые местные жители привозили с подножья горы Гебек-Кале на телегах, запряжёнными лошадьми камни везли по одному и обрабатывались. В качестве раствора для связки блоков-камней использовался известковый раствор, в него добавляли содержимое куриных яиц, что многократно усиливало сцепление микрочастиц раствора, придавая строению прочность монолита мечети.
В честь внёсших наиболее значительный вклад жителей села изготовили, именные блоки разрисованы разными узорами и высечены имена арабским алфавитом. Мечеть имеет два парадных входа, над одной изображены лошадь и человек, саблей убивающий змею, а на второй арке Звезда Давида и рисунок льва.

## Население
| 1889  | 1926  | 1939  | 1959  | 1970  | 1989  | 2002  |
| ----- | ----- | ----- | ----- | ----- | ----- | ----- |
| 787   | ↗1205 | ↗1560 | ↘1201 | ↗1724 | ↗2820 | ↗4439 |
| 2010  | 2012  | 2013  | 2014  | 2015  | 2016  | 2017  |
| ↗4531 | ↗4677 | ↗4792 | ↗4876 | ↗4950 | ↗5117 | ↗5231 |
| 2018  | 2019  | 2020  | 2021  | 2023  | 2024  | 2025  |
| ↗5327 | ↗5421 | ↗5508 | ↗5753 | ↗5807 | ↗5836 | ↗5881 |

В 1883 году Юрт-Аух, имел 137 дворов, в которых проживало 465 человек, нац. — чеченцы, 1 мечеть.
По данным Всесоюзной переписи населения 1926 года:
| № | Национальность | Численность, чел. | Доля   |
| - | -------------- | ----------------- | ------ |
| 1 | чеченцы        | 1196              | 99,25% |
| 2 | аварцы         | 9                 | 0,75%  |

По данным Всероссийской переписи населения 2002 года:
| № | Национальность | Численность, чел. | Доля  |
| - | -------------- | ----------------- | ----- |
| 1 | аварцы         | 3.323             | 74,9% |
| 2 | азербайджанцы  | 1                 | 0,1%  |
| 3 | даргинцы       | 1                 | 0,1%  |
| 4 | кумыки         | 3                 | 0,1%  |
| 5 | лакцы          | 2                 | 0,1%  |
| 6 | ногайцы        | 2                 | 0,1%  |
| 7 | русские        | 7                 | 0,2%  |
| 8 | чеченцы        | 1.095             | 24,7% |

По данным Всероссийской переписи населения 2010 года:
| № | Национальность | Численность, чел. | Доля   |
| - | -------------- | ----------------- | ------ |
| 1 | аварцы         | 3391              | 74,8 % |
| 2 | кумыки         | 10                | 0,2 %  |
| 3 | ногайцы        | 6                 | 0,1 %  |
| 4 | русские        | 8                 | 0,2 %  |
| 5 | чеченцы        | 1100              | 24,3 % |
| 6 | даргинцы       | 6                 | 0,1 %  |
| 7 | другие         | 14                | 0,3 %  |

По данным Всероссийской переписи населения 2021 года:
| № | Национальность | Численность, чел. | Доля   |
| - | -------------- | ----------------- | ------ |
| 1 | аварцы         | 4322              | 75,1 % |
| 2 | кумыки         | 9                 | 0,2 %  |
| 3 | русские        | 12                | 0,2 %  |
| 4 | чеченцы        | 1399              | 24,3 % |
| 5 | другие         | 15                | 0,3 %  |

Известные уроженцы

## Инфраструктура

### Образование и дошкольное воспитание
В селе функционируют две школы (одна — полная средняя, другая — начальная) и один детский сад:
- Калининаульская муниципальная средняя общеобразовательная школа им. Гайирханова М. М[55].
- Калининаульская муниципальная начальная школа[56].
- Детский сад „Ромашка“[56].

### Культура
- Дом культуры.

### Здравоохранение
- Аптеки (3)[56].
- Амбулатория[56].

### Экономика
- СПК „Победа“ с. Калининаул[56].
- МУП ЖКХ „с. Калининаул“[56].
- Пилорам (6)[56].
- Автомастерские — 4[56].
- Сервисные центры компьютерных услуг — 2[56].
- Столярные мастерские — 6[56].

### Транспорт и связь
- Калининаул связан с Хасавюртом пригородным автобусным маршрутом (курсируют автобусы „ГАЗель“).
- Почта[57].

### Религия
- Мечети (6)[56].

### Торговля
- Пекарня[56].
- Магазинов (8)[56].

### Досуг
- Библиотека[56].
- Музей[56].

### Телекоммуникации
Список компаний, предоставляющих телекоммуникационные услуги:
Мобильная связь:
- МТС, Билайн, МегаФон.

Интернет:
- «Ellco» - телекоммуникационная компания Дагестана

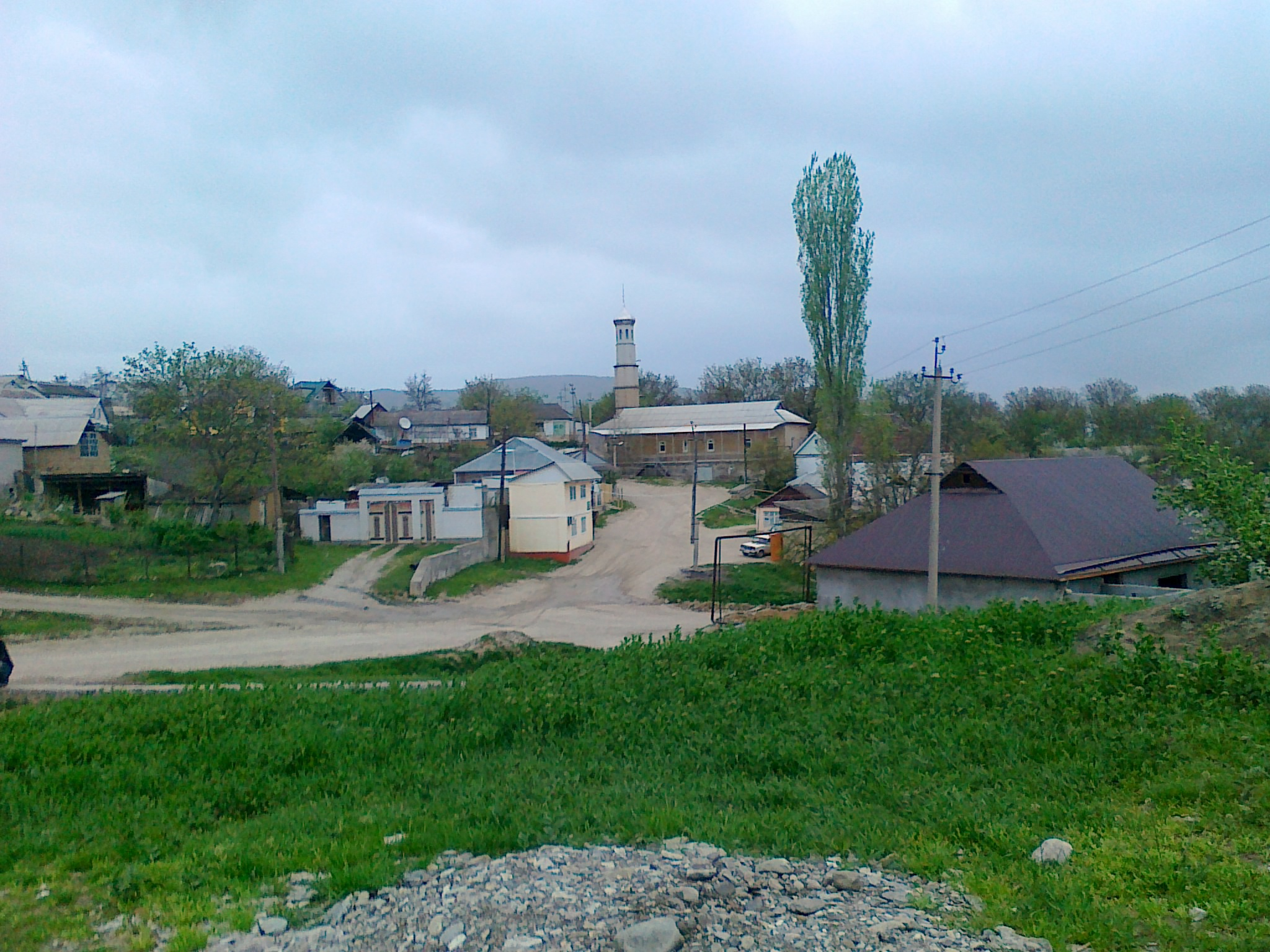
Верхний центр села
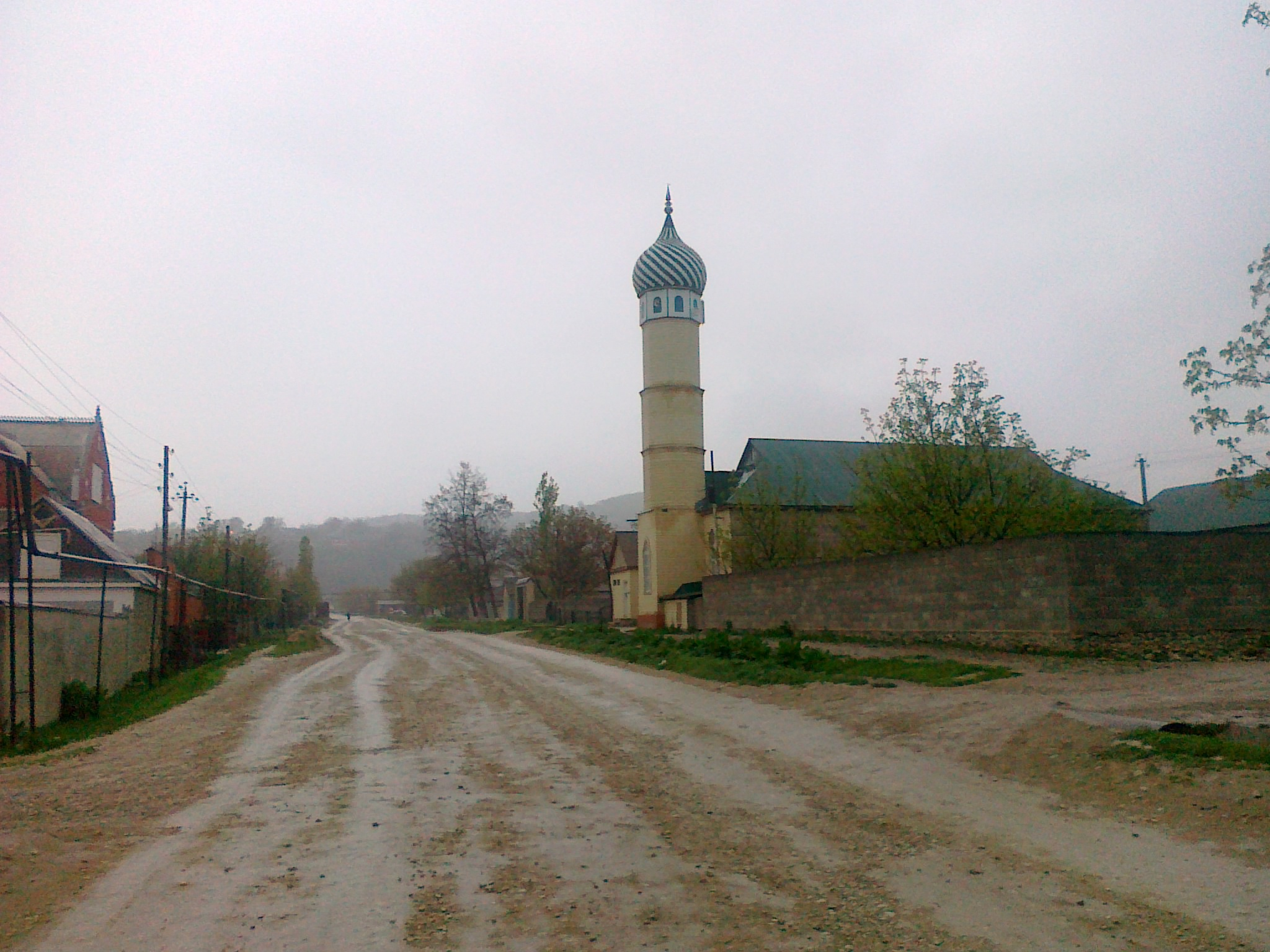
Главная улица и мечеть села
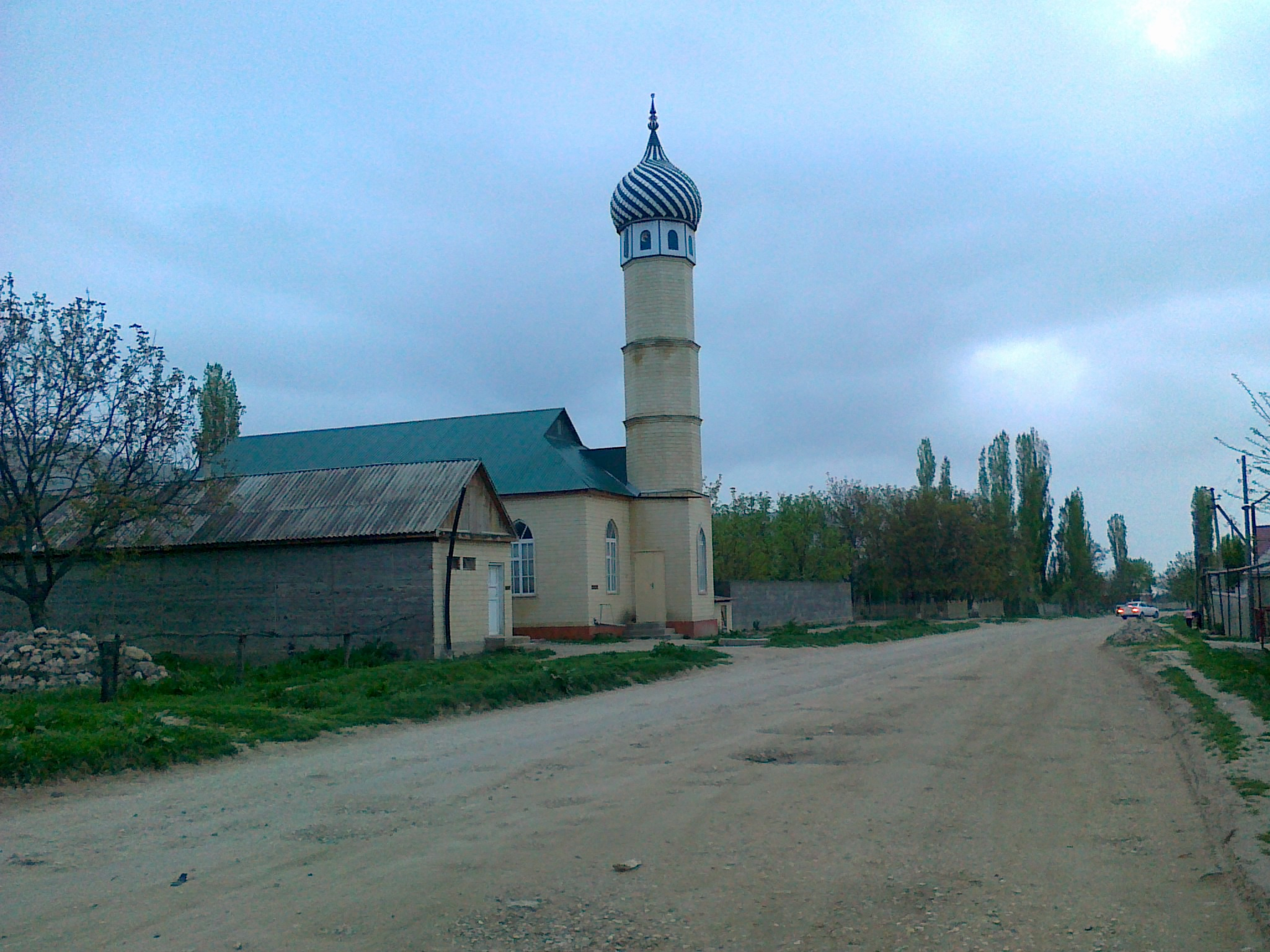
Новая мечеть
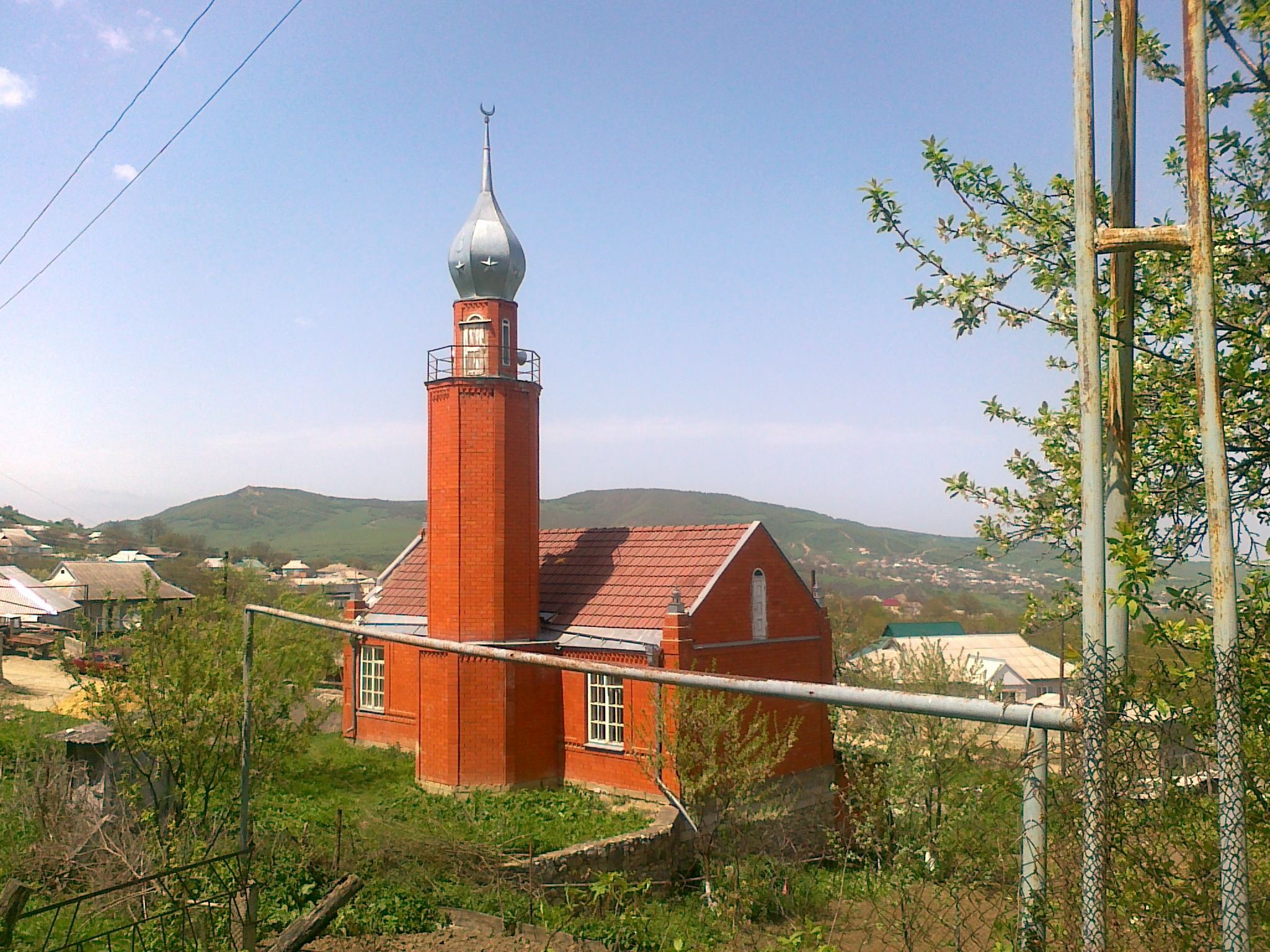
Мечеть в селе Калининаул
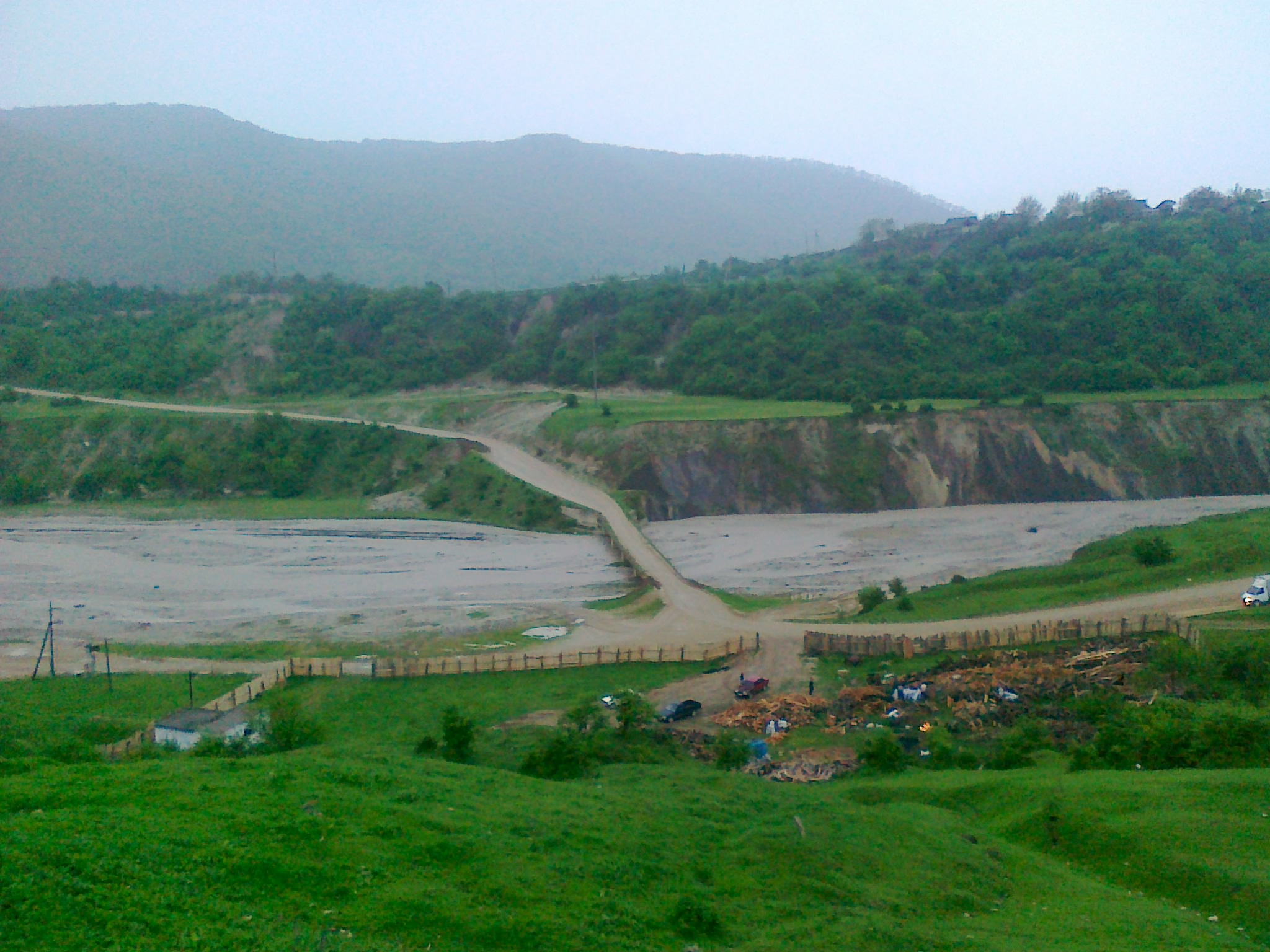
Мост через Акташ, соединяющий Калининаул и Ленинаул
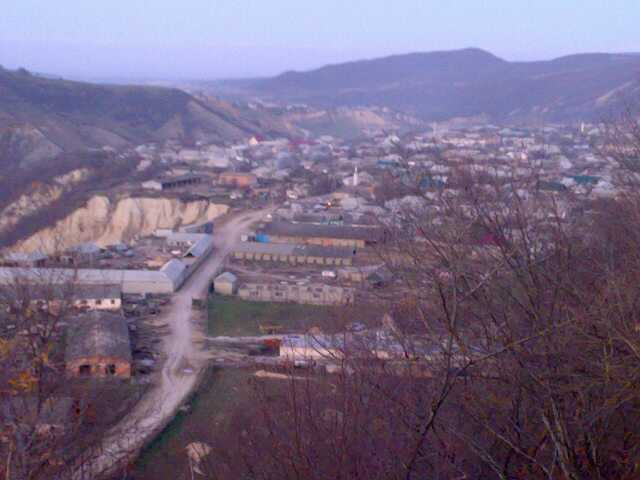
Калининаул Хоте. Северная часть
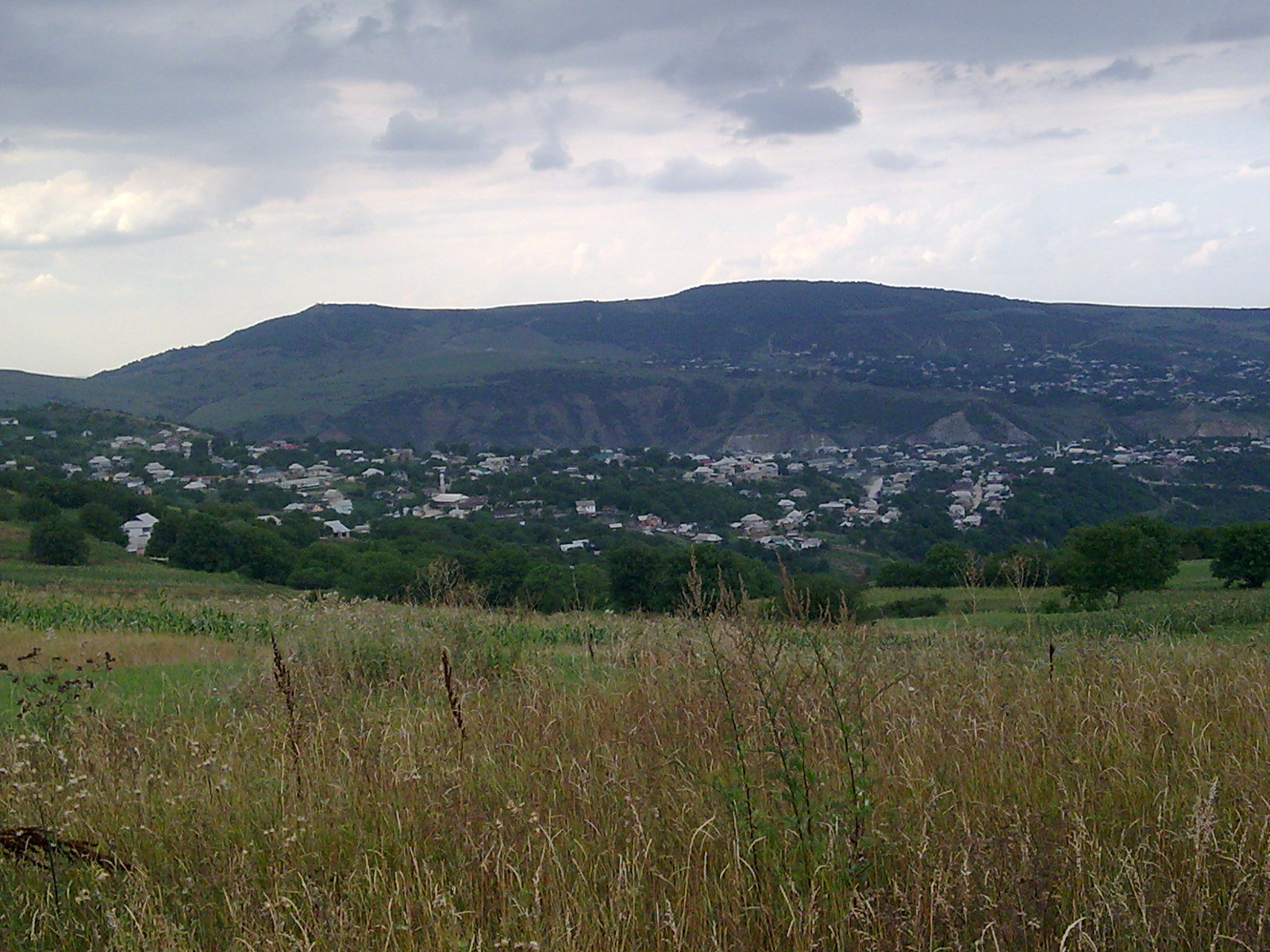
Село Калининаул
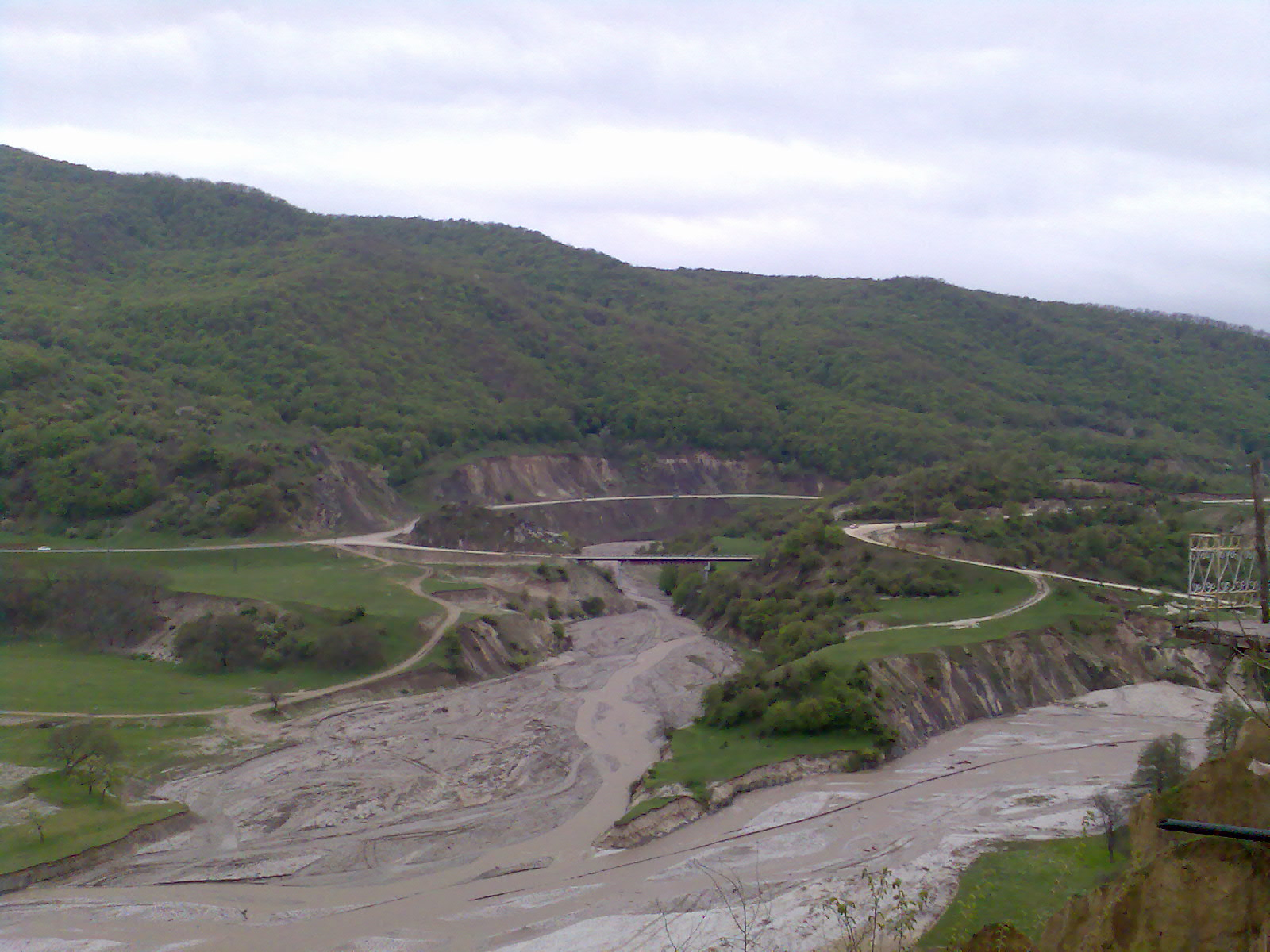
Слияние рек Акташ с Саласу, справа Акташ слева Саласу
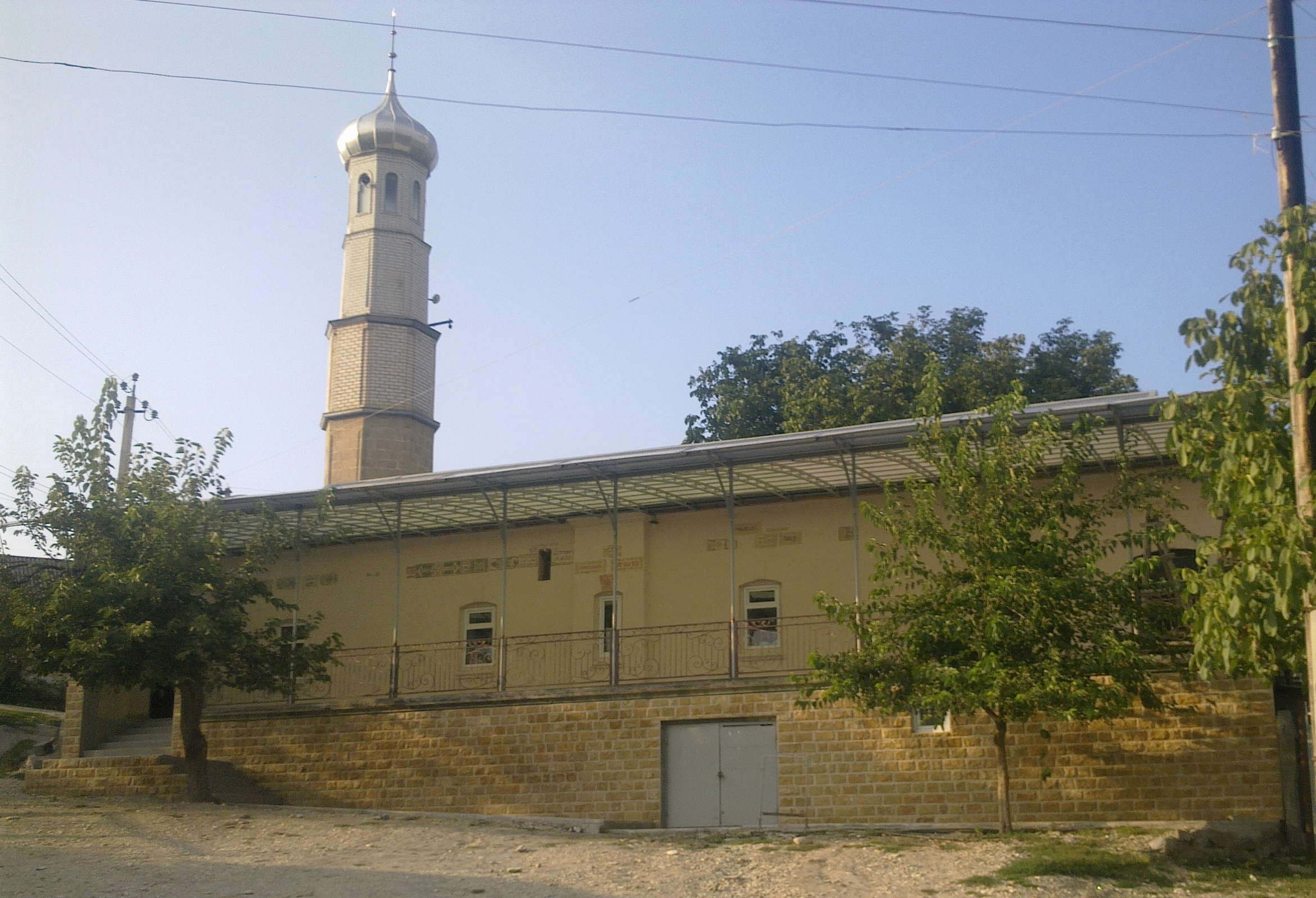
Мечеть (год постройки — 1904)
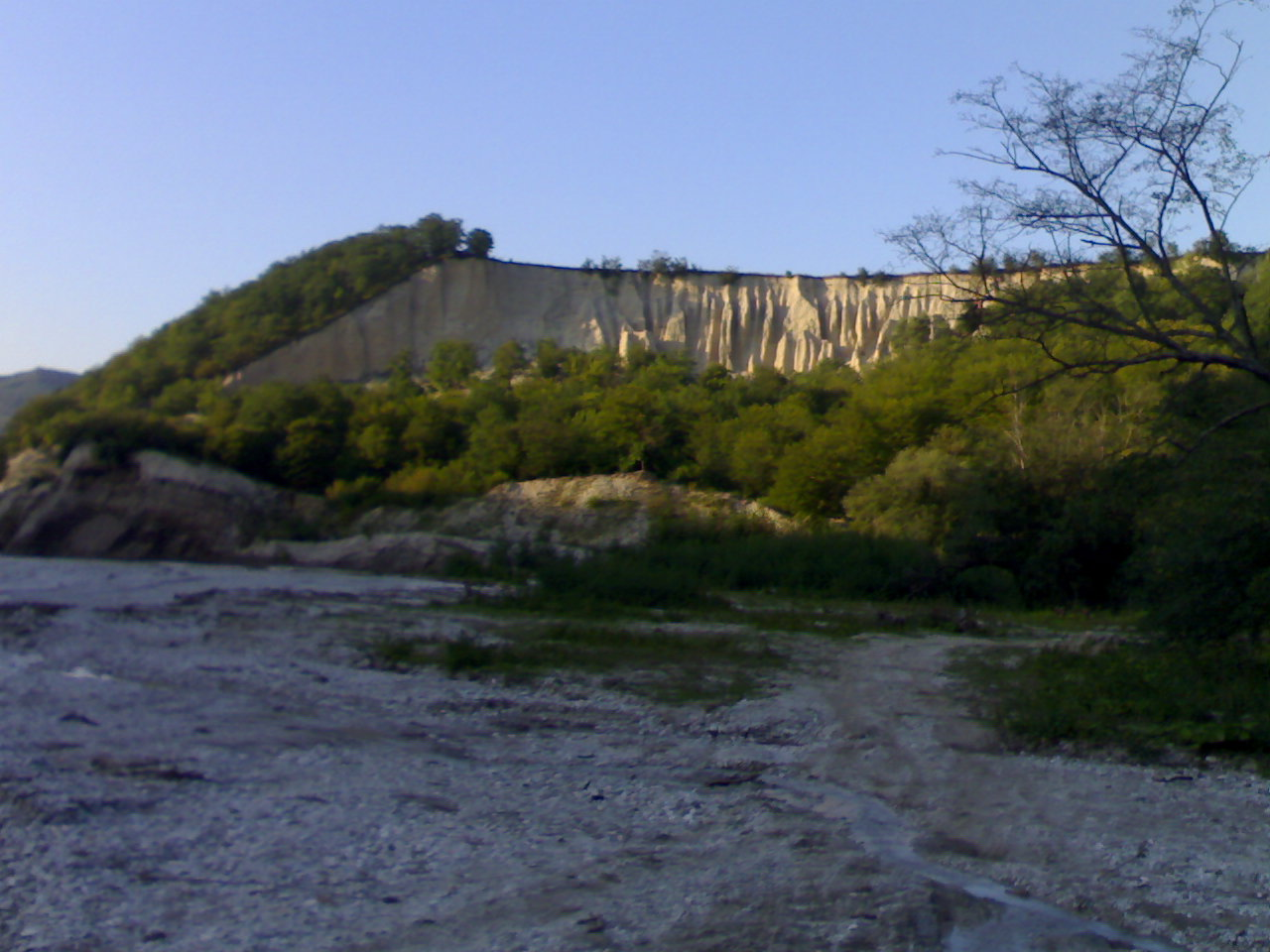
Пейзаж на юго-востоке села
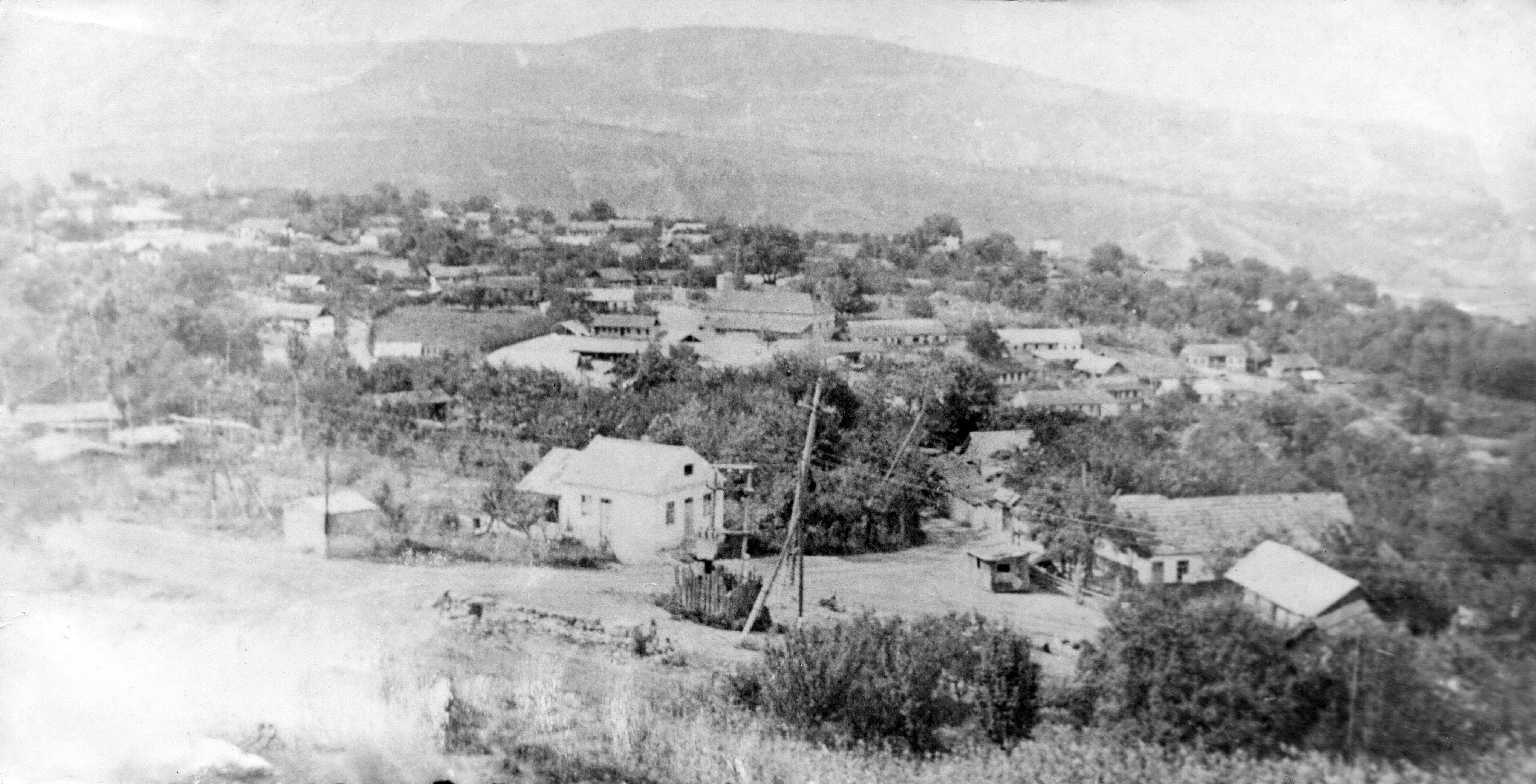
Вид села Калининаул до землетрясения 14 мая 1970 года

## Микротопонимыи геонимы села

Карта Калининаула

Микротопонимы и геонимы села Калининаул (Ширча-Юрт).
| Бывшие хутора, которые располагались в окрестностях села |                           |                         |
| Название                                                 | Оригинальное название     | Местоположение          |
| Албури-Отар                                              | (чечен. Олбар-Отар)       | к югу от села           |
| Алготаран-басе                                           | (чечен. Алгӏотаран-басе)  | к югу от села           |
| Адаште-кажа                                              | (чечен. Адаште-кӏажа)     | к югу от села           |
| Батаршан-мохк                                            | (чечен. Батаршан-мохк)    | к югу от села           |
| Бяте-мохк                                                | (чечен. Баьте-мохк)       | к югу от села (окраина) |
| Дукх-кажа                                                | (чечен. Дукх-кӏажа)       | к югу от села           |
| Заурбен-кажа                                             | (чечен. Заурбен-кӏажа)    | к югу от села           |
| Иласханан-дук                                            | (чечен. Иласханан-дукъ)   | к югу от села           |
| Исмаалан-кажа                                            | (чечен. Исмаьӏалан-кӏажа) | к югу от села           |
| Кевен-кажа                                               | (чечен. Кевен-кӏажа)      | к югу от села           |
| Мухин-басе                                               | (чечен. Мухьин-басе)      | к югу от села           |
| Ойсхар-мохк                                              | (чечен. Ойсхар-мохк)      | к югу от села           |
| Отарте                                                   | (чечен. Отартӏе)          | к югу от села           |
| Сатон-акара                                              | (чечен. Сатон-акъара)     | к югу от села           |
| Тохтабен-мохк                                            | (чечен. Тохтабен-мохк)    | к югу от села           |
| Устарханан-дук                                           | (чечен. Устарханан-дукъ)  | к югу от села           |
| Хюсен-кажа                                               | (чечен. Хьуьсен-кӏажа)    | к югу от села           |
| Элийбаввинчу                                             | (чечен. Элийбаввинчу)     | к западу от села        |
| Наден-кажа                                               | (чечен. Наден-кӏажа)      | к югу от села           |

| Пастбища, расположенные в окрестностях села |                              |                   |
| Название                                    | Оригинальное название        | Местоположение    |
| Эштерек                                     | (чечен. Эштерек)             | к югу от села     |
| Шерта                                       | (чечен. Шерта)               | к югу от села     |
| Дачна-басе                                  | (чечен. Дачна-басе)          | к югу от села     |
| Янбекахше                                   | (чечен. Янбекахше)           | к югу от села     |
| Марх-басе                                   | (чечен. Марх-басе )          | к югу от села     |
| Орзалин-дук                                 | (чечен. Орзалин-дукъ )       | к югу от села     |
| Кокан-басе                                  | (чечен. Кокан-басе)          | к югу от села     |
| Ирсхан-кажа                                 | (чечен. Ирсхан-кӏажа)        | к югу от села     |
| Висхан-кажа                                 | (чечен. Висхан-кӏажа )       | к югу от села     |
| Саласкр-кажа                                | (чечен. Саласкр-кӏажа )      | к югу от села     |
| Жанин-меттиг                                | (чечен. Жанин-меттиг)        | к югу от села     |
| Шихъеттанча                                 | (чечен. Шихъеттанча)         | к востоку от села |
| Эскар-атага                                 | (чечен. Эскар-атагӏа )       | к западу от села  |
| Алерон-кажа                                 | (чечен. Iаьларон-кӏажа )     | к югу от села     |
| Астен-дук                                   | (чечен. Астен-дукъ )         | к югу от села     |
| Махарде-кажа                                | (чечен. Махьарде-кӏажа )     | на окраине села   |
| Ате-кажа                                    | (чечен. Ате-кӏажа )          | к югу от села     |
| Гирамсолтин-кажа                            | (чечен. Гӏирамсолтин-кӏажа ) | к югу от села     |

| Урочища, расположенные в окрестностях села |                              |                                      |
| Название                                   | Оригинальное название        | Местоположение                       |
| Комта                                      | (чечен. Кӏомтӏа)             | к востоку от села                    |
| Сал-Юрт                                    | (чечен. Сал-Юрт)             | к востоку от села, у горы Гебек-кала |
| Дихалгойне                                 | (чечен. Дихьалгӏойне)        | к востоку от села                    |
| Зага-атага                                 | (чечен. Зага-атагӏа)         | к востоку от села                    |
| Гехан-кажа                                 | (чечен. Гехан-кажа)          | к востоку от села                    |
| Мохмадан-кажа                              | (чечен. Мохьмадан-кӏажа)     | к востоку от села                    |
| Хамболатгеран-ирзе                         | (чечен. Хамболатгӏеран-ирзе) | к востоку от села                    |
| Салихажин-хайра                            | (чечен. Салихьажин-хьайра )  | к западу от села                     |
| Хайраш-еханча                              | (чечен. Хьайраш-еханча)      | к югу от села                        |
| Кусихажин-хайра                            | (чечен. Къусихьажин-хьайра)  | к югу от села                        |
| Жанбюре-кажа                               | (чечен. Жанбуьра-хьайраш )   | к югу от села                        |
| Мирза-гале                                 | (чечен. Мирза-гӏале )        | к югу от села                        |

| Поля, пашни и сенокосы, расположенные в окрестностях села |                                 |                         |
| Название                                                  | Оригинальное название           | Местоположение          |
| Темеройн-кажа                                             | (чечен. Темеройн-кӏажа)         | к югу от села           |
| Ален-кажа                                                 | (чечен. Iален кӏажа )           | к югу от села           |
| Очака-басе                                                | (чечен. Очакхан-басе)           | к югу от села           |
| Лулин-кажа                                                | (чечен. Лулин-кӏажа)            | к югу от села           |
| Бякхин-кажа                                               | (чечен. Бӏаькхин-кӏажа)         | к югу от села (окраина) |
| Бечин-мохк                                                | (чечен. Бечин-мохк)             | к югу от села           |
| Авбакаран-мохк                                            | (чечен. Авбакаран-мохк)         | к югу от села           |
| Исен-мохк                                                 | (чечен. Исен-мохк )             | к югу от села           |
| Хусин-мохк                                                | (чечен. Хьусин-мохк )           | к югу от села           |
| Бийсолтан-мохк                                            | (чечен. Бийсолтан-мохк)         | к югу от села           |
| Мажяран-мохк                                              | (чечен. Мажяран-мохк)           | к югу от села           |
| Мажяран-мохк                                              | (чечен. Iаьлбаган-мохк )        | к югу от села           |
| Мовлин-кажа                                               | (чечен. Мовлин-кӏажа )          | к югу от села           |
| Диха-дук                                                  | (чечен. Дихьа-дукъ )            | к югу от села           |
| Бахин кажа                                                | (чечен. Бахьин кӏажа )          | к югу от села           |
| Сайхьажин-мохк                                            | (чечен. Сайхажи-мохк)           | к югу от села           |
| Алин-ирзе                                                 | (чечен. Iалин-ирзе )            | к югу от села           |
| Сийха-дуке                                                | (чечен. Сийхьа-дукъе )          | к югу от села           |
| Хьаьмсийн-басе                                            | (чечен. Хямсийн-басе)           | к югу от села           |
| Техара-кажа                                               | (чечен. Техара-кажа)            | к югу от села           |
| Аламхачан-кажа                                            | (чечен. Iаламхачан-кӏажа)       | на окраине              |
| Шахгеран-кажа                                             | (чечен. Шахьгеран-кӏажа)        | к югу от села           |
| Махден-кажа                                               | (чечен. Маӏден-кӏажа)           | к югу от села           |
| Муданан-барийн-беш                                        | (чечен. Муданан-баӏарийн-беш)   | к югу от села           |
| Токхамче                                                  | (чечен. Токхамче)               | к югу от села           |
| Аче-кажа                                                  | (чечен. Аче-кӏажа )             | к югу от села           |
| Шахми-кажа                                                | (чечен. Шахьми-кӏажа)           | к югу от села           |
| Жанин-меттиг                                              | (чечен. Жанин-меттиг )          | к югу от села           |
| Хаки-хажин-меттиг                                         | (чечен. Хьаьки-хьаьжин-меттиг ) | к югу от села           |
| Мяхин-кажа                                                | (чечен. Маьхьин-кӏажа)          | к югу от села           |
| Хамболатгеран-ирзе                                        | (чечен. Хамболатгӏеран-ирзе)    | к югу от села           |
| Сайд-кажа                                                 | (чечен. Сайд-кӏажа )            | на окраине села         |
| Элахажи-кус                                               | (чечен. Iелахьажи-кӏус)         | к югу от села           |
| Асмирзи-кажа                                              | (чечен. Асмирзи-кӏажа)          | к югу от села           |
| Чонти-кажа                                                | (чечен. Чонти-кӏажа )           | к югу от села           |
| Йоккха-элар-ирзе                                          | (чечен. Йоккха-элар-ирзе )      | на окраине села         |
| Зимча-эларзе                                              | (чечен. Зимча-эларзе )          | к югу от села           |
| Пашен-кажа                                                | (чечен. Пашен-кӏажа)            | к югу от села           |
| Хажмурдан-кажа                                            | (чечен. Хьажмурдак-кӏажа)       | к югу от села           |
| Тохарин-хокче                                             | (чечен. Тӏохарин-хъокхче )      | к югу от села           |
| Жанбюре-кажа                                              | (чечен. Жанбуьре-кӏажа)         | к югу от села           |
| Гапан-кус                                                 | (чечен. Гӏапан-кӏус )           | к югу от села           |
| Шинкхоре                                                  | (чечен. Шинкхоре)               | к югу от села           |
| Хептан-кажа                                               | (чечен. Хӏептан-кӏажа )         | к югу от села           |
| Ойсхар- кажа                                              | (чечен. Ойсхара-кӏажа )         | к югу от села           |

| Первая часть названия родников — имя человека, вторая: чеч. „хьаст“ — источник, ключ, родник»: |                          |                            |
| Название                                                                                       | Оригинальное название    | Местоположение             |
| Ате-хаст                                                                                       | (чечен. Ате-хьаст)       | к югу от села              |
| Ахо-хаст                                                                                       | (чечен. Ахо-хьаст)       | в юго-восточной части села |
| Аче-хаст                                                                                       | чечен. Аче-хьаст)        | к юго-востоку от села      |
| Абдулхан-хаст                                                                                  | (чечен. Iабдалхан-хьаст) | к югу от села              |
| Биали-хаст                                                                                     | (чечен. Биӏали-хьаст))   | к югу от села              |
| Чохе-хаст                                                                                      | (чечен. Чӏохе-хьаст)     | к юго-востоку от села      |
| Лане-хаст                                                                                      | (чечен. Лане-хьаст)      | к юго-востоку от села      |
| Израили-хаст                                                                                   | (чечен. Израили-хьаст)   | к юго-востоку от села      |
| Жабраили-хаст                                                                                  | (чечен. Жабраили-хьаст)  | в западной части           |
| Тарм-хаст                                                                                      | (чечен. Тарм-хьаст)      | к юго-востоку от села      |
| Ойсхар-хаст                                                                                    | (чечен. Ойсхар-хьаст)    | к юго-востоку от села      |
| Мухи-хаст                                                                                      | (чечен. Мухи хьаст)      | к юго-востоку от села      |
| Наден-кажа                                                                                     | (чечен. Наден-кӏажа)     | к юго-востоку от села      |
| Дули-хаст                                                                                      | (чечен. Дули-хьаст)      | к юго-востоку от села      |
| Дагара-хаст                                                                                    | (чечен. Дагара-хьаст)    | к юго-востоку от села      |
| Шахгери-хаст                                                                                   | (чечен. Шахьгери-хьаст)  | к юго-востоку от села      |
| Гехи-хаст                                                                                      | (чечен. Гехе-хьаст)      | к югу от села              |
| Сиопа-хаст                                                                                     | (чечен. Сиопа-хьаст)     | к югу от села              |

| Кладбища села  |                                     |                                                     |
| Название       | Перевод                             | Местоположение                                      |
| Шира-кешнаш    | (в пер. с чечен. «старое кладбище») | близ села                                           |
| Кхарной-кешнаш | («Кхаройцев кладбище»)              | в черте села                                        |
| Ших-кешнаш     | («кладбище Шиха»)                   | к востоку от села                                   |
| Олбар-кешнаш   | («кладбище Албури»)                 | к югу от села (близ хутора Албури-Отар (Олбар-Отар) |

| Улицы села Калининаул:  |          |                |
| Название                | Переулки | Местоположение |
| Главная                 | Школьный |                |
| Гоголя                  |          |                |
| Горная                  |          |                |
| Гагарина                |          |                |
| Дук                     |          |                |
| Есенина                 |          |                |
| Кольцевая               |          |                |
| Кузнеца                 |          |                |
| Молодёжная              |          |                |
| Надсклонная             |          |                |
| Ореховая                |          |                |
| Полевая                 |          |                |
| Гаирханова К. К.        |          |                |
| Родниковая              |          |                |
| Ретронсляторная         |          |                |
| Саласуевская            |          |                |
| Толстова                |          |                |
| Хотайская               |          |                |
| ул. им. Махачева Г      |          |                |
| ул. им. Магомедова М. Г |          |                |
| Черепичная              |          |                |

## Тайпы
В селе проживают представители следующих чеченских тайпов:
1. Аккой (чечен. Ӏаккой),
2. Пхарчхой (чечен. Пхьарчхой),
3. Бийтарой,
4. Вяппий (чечен. Ваьппий),
5. Ноккхой
6. Чантий (чечен. ЧӀаьнтий),
7. Чонтой,
8. Шинрой[6]

## Галерея

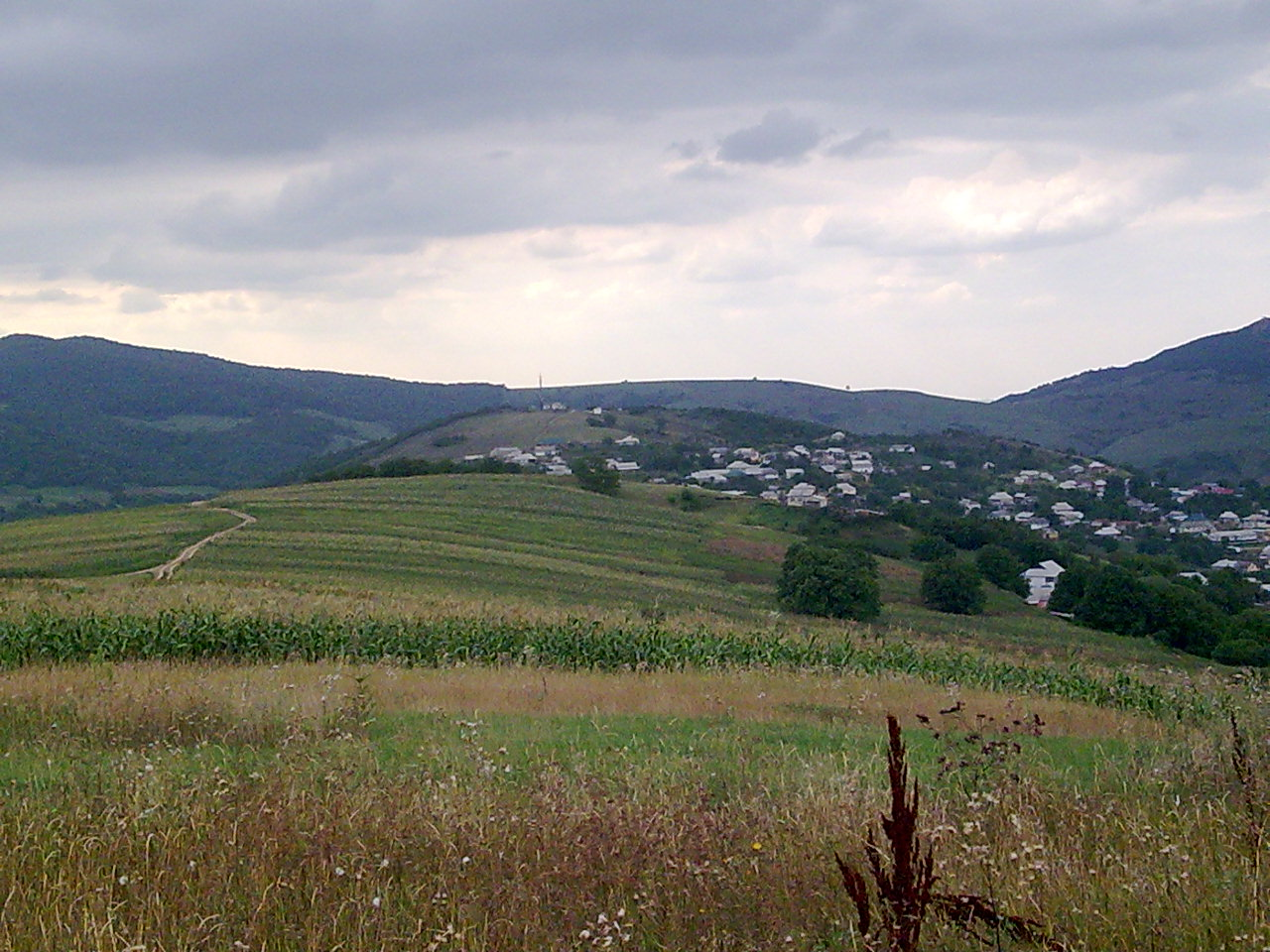
Южная окраина села
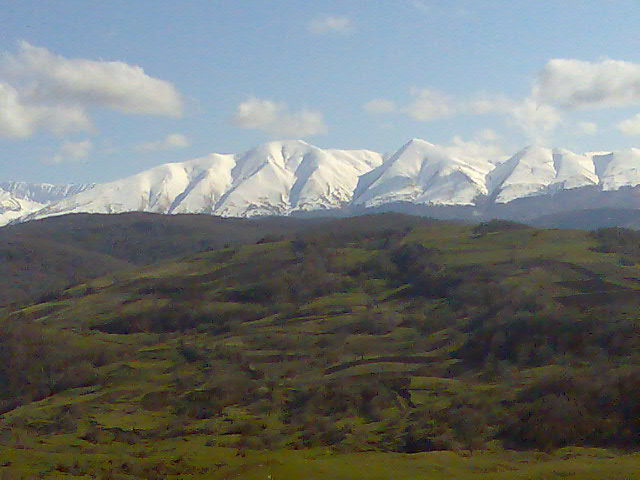
Горы на юге от села
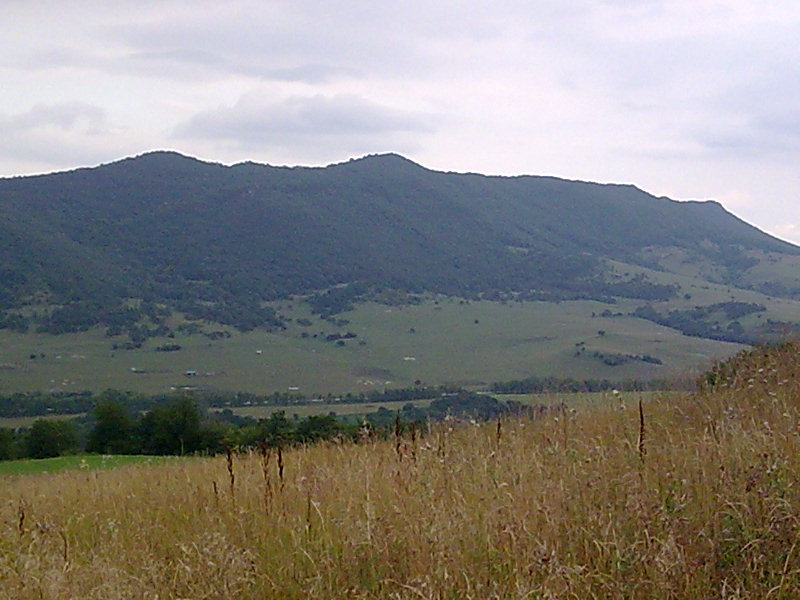
Гора Гебек-кала
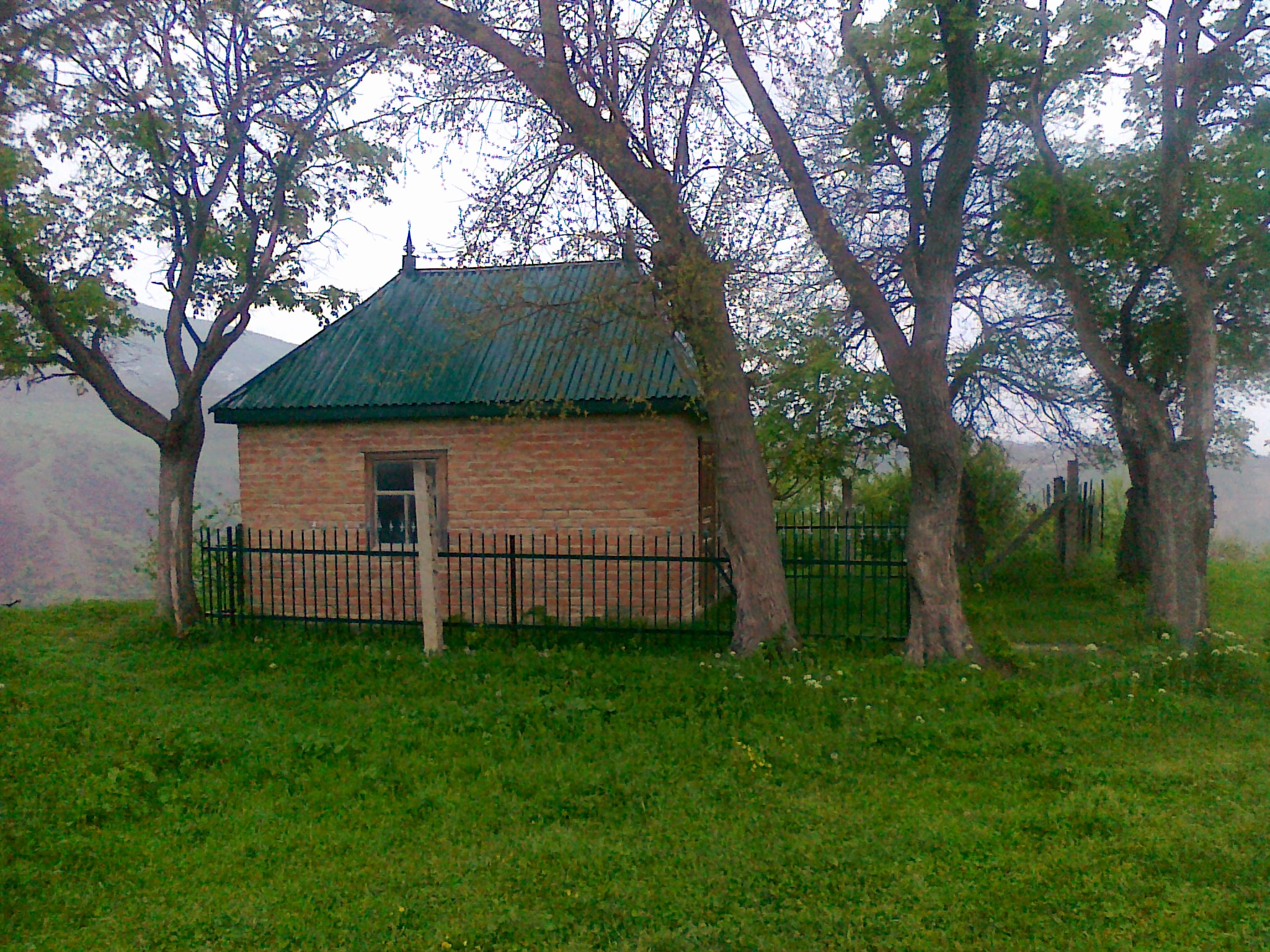
Зиярат, расположенный в Калининауле на месте где отдыхал Ташев Ханжи
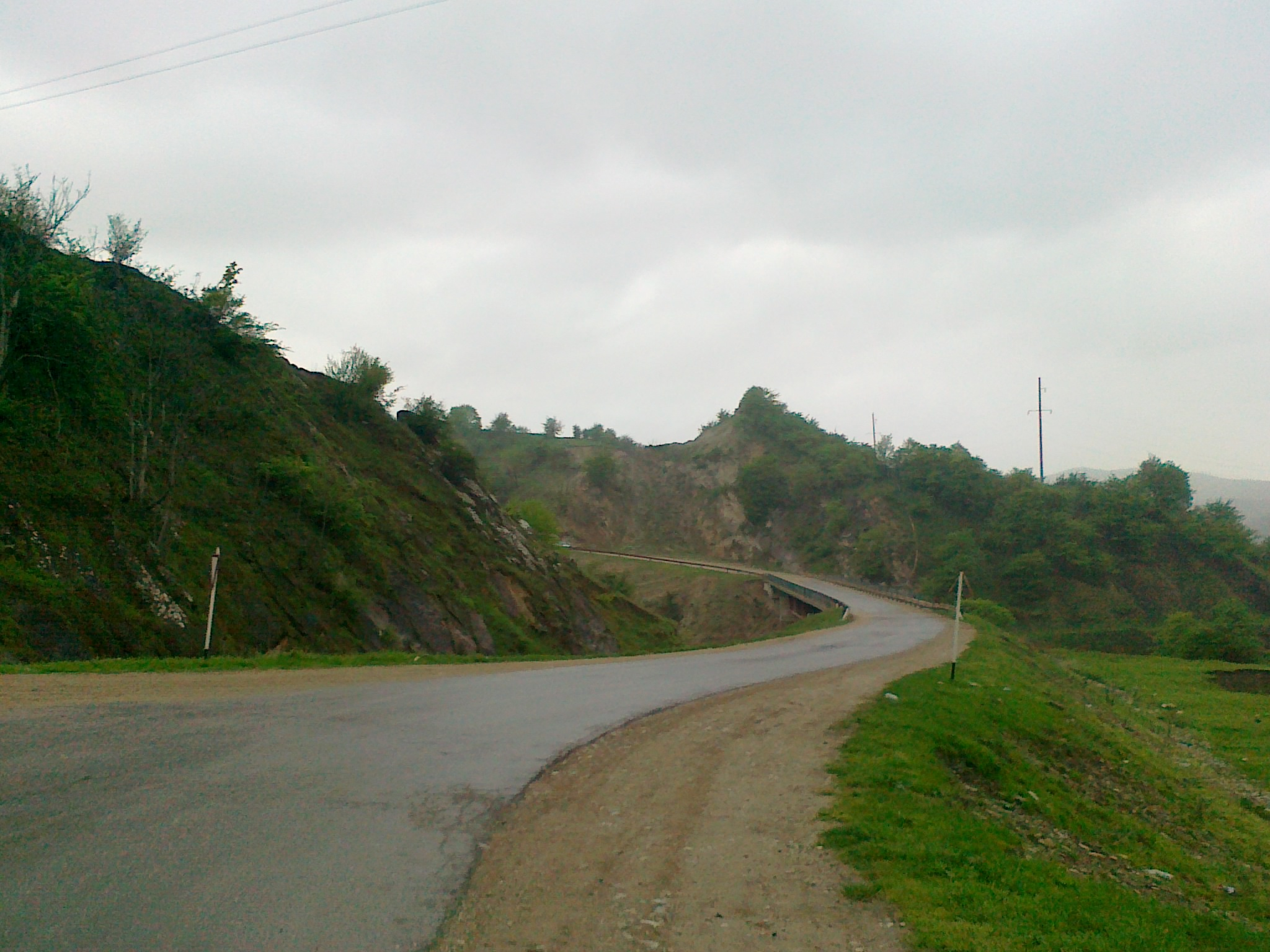
Въезд в село
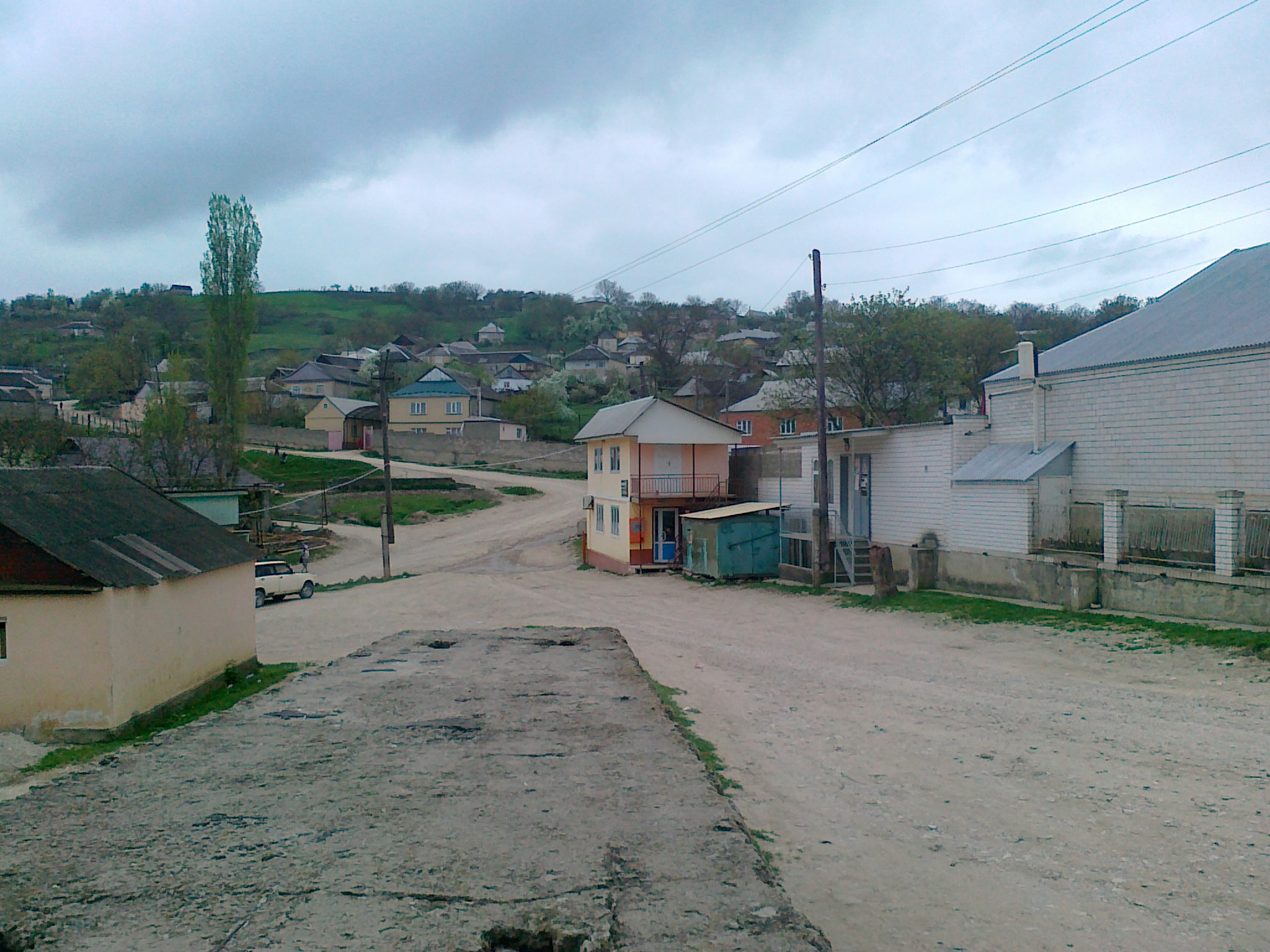
Старый центр села
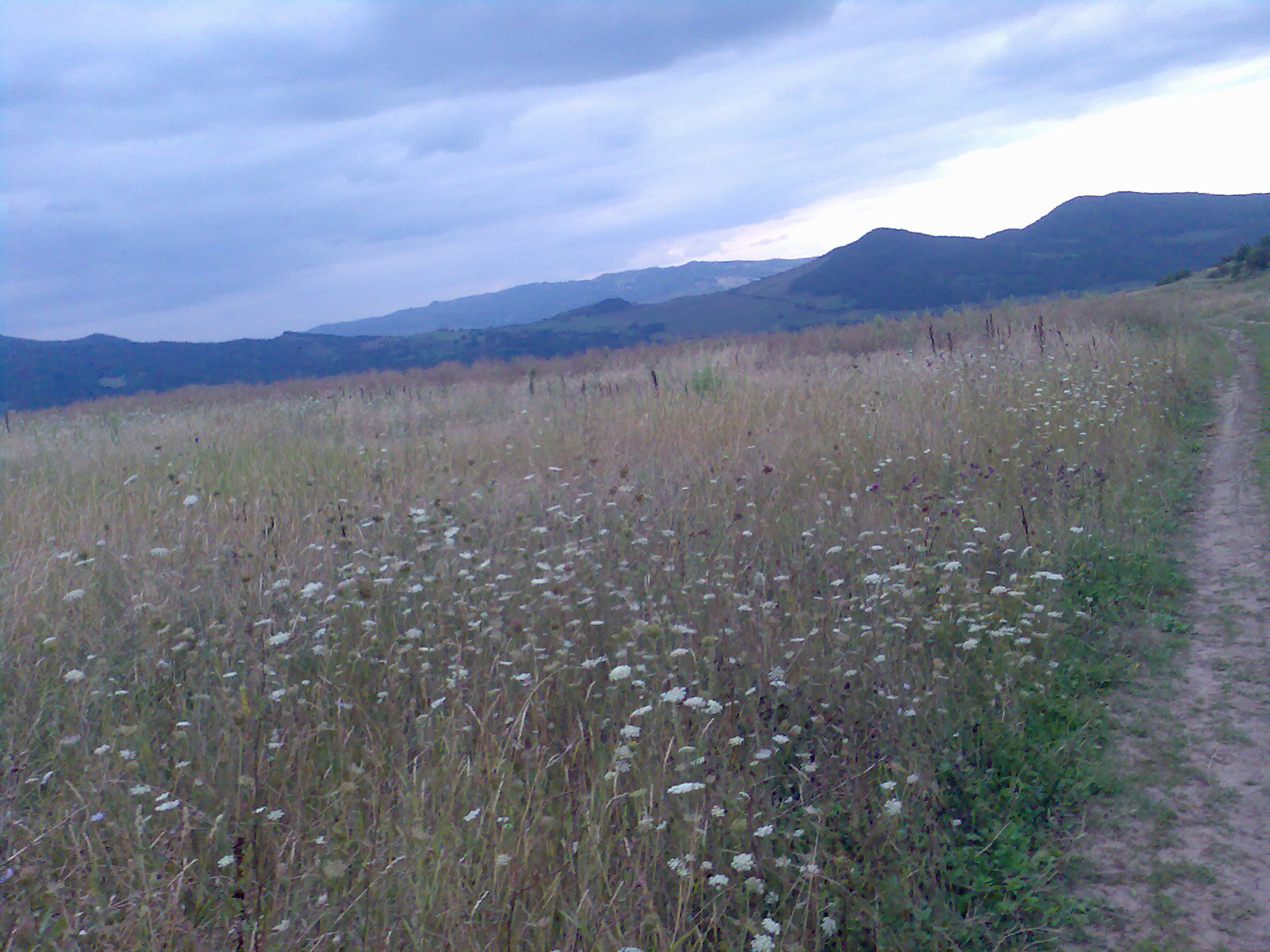
Поля на южной стороне села Калининаул
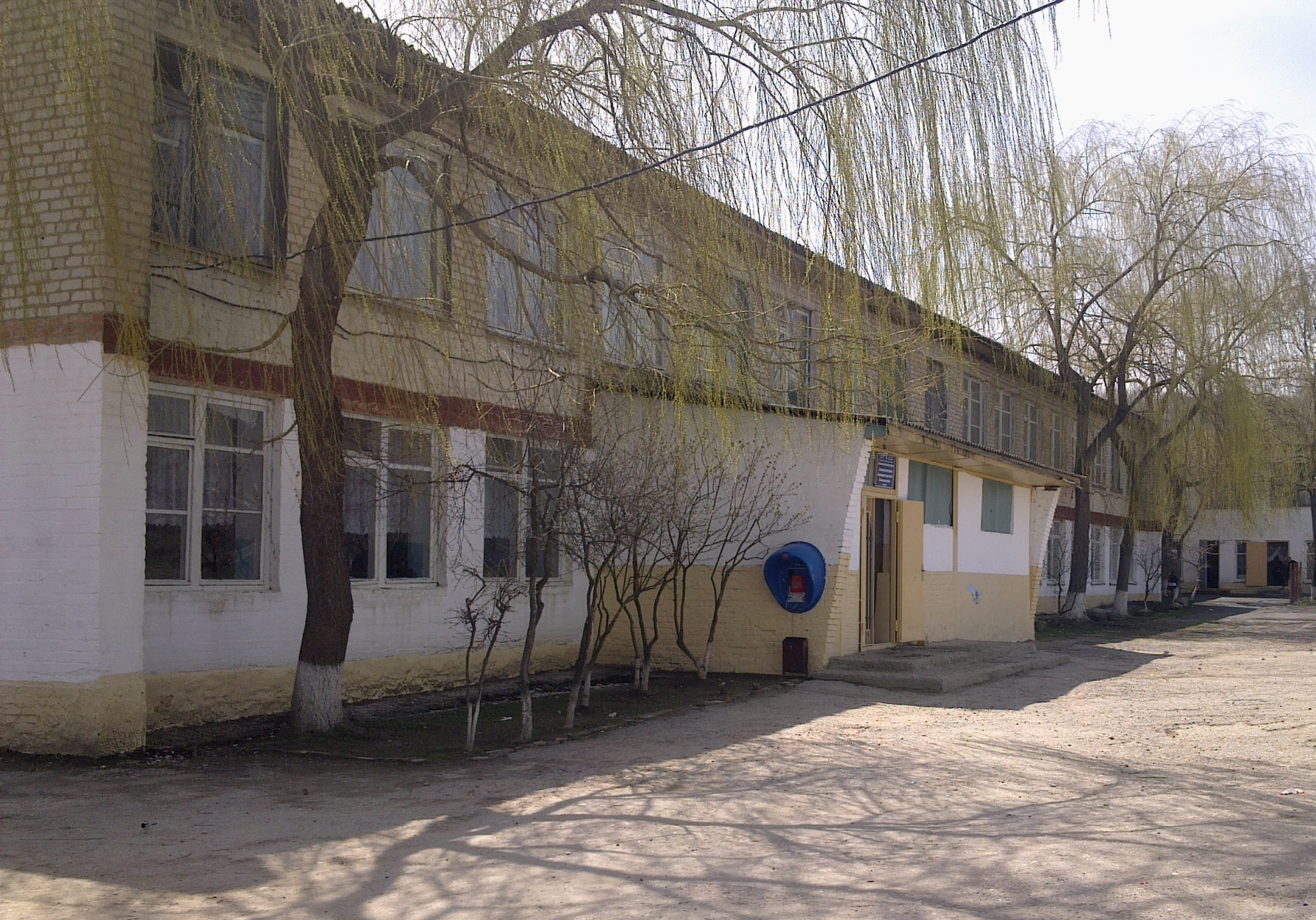
Калининаульская муниципальная средняя общеобразовательная школа № 1.
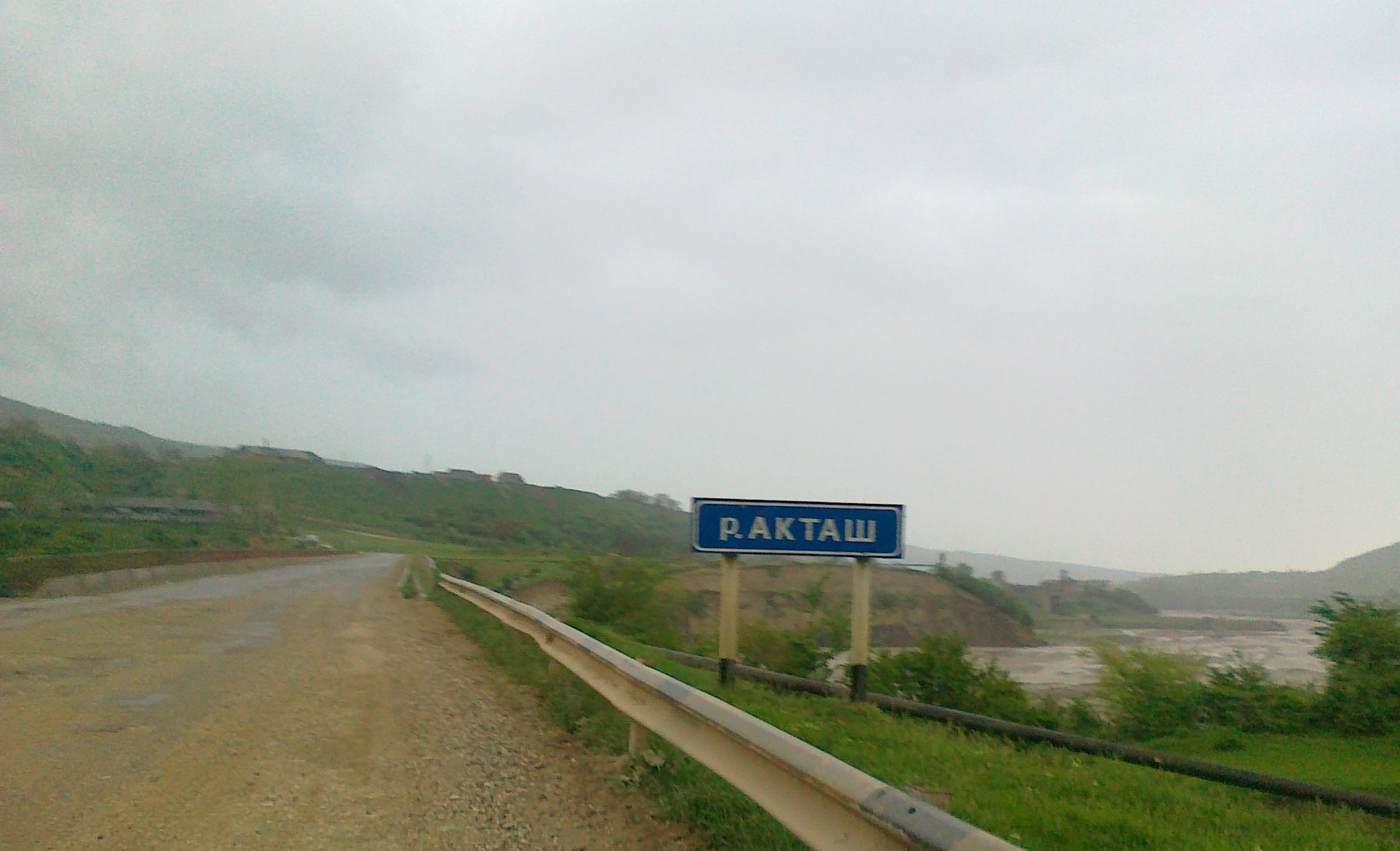
Мост через Акташ и дорога Калининаул—Хасавюрт
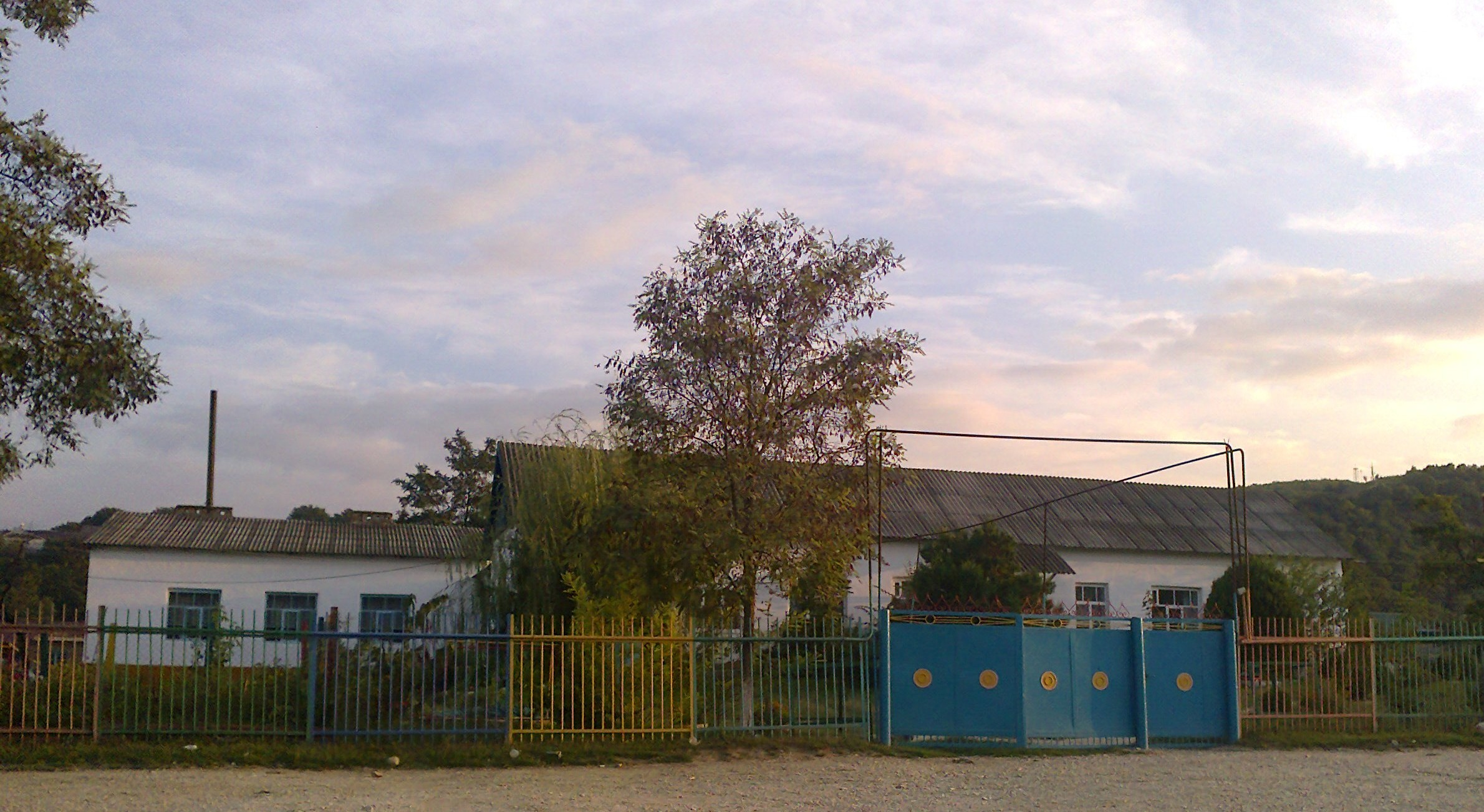
Калининаул. Детский сад «Ромашка»
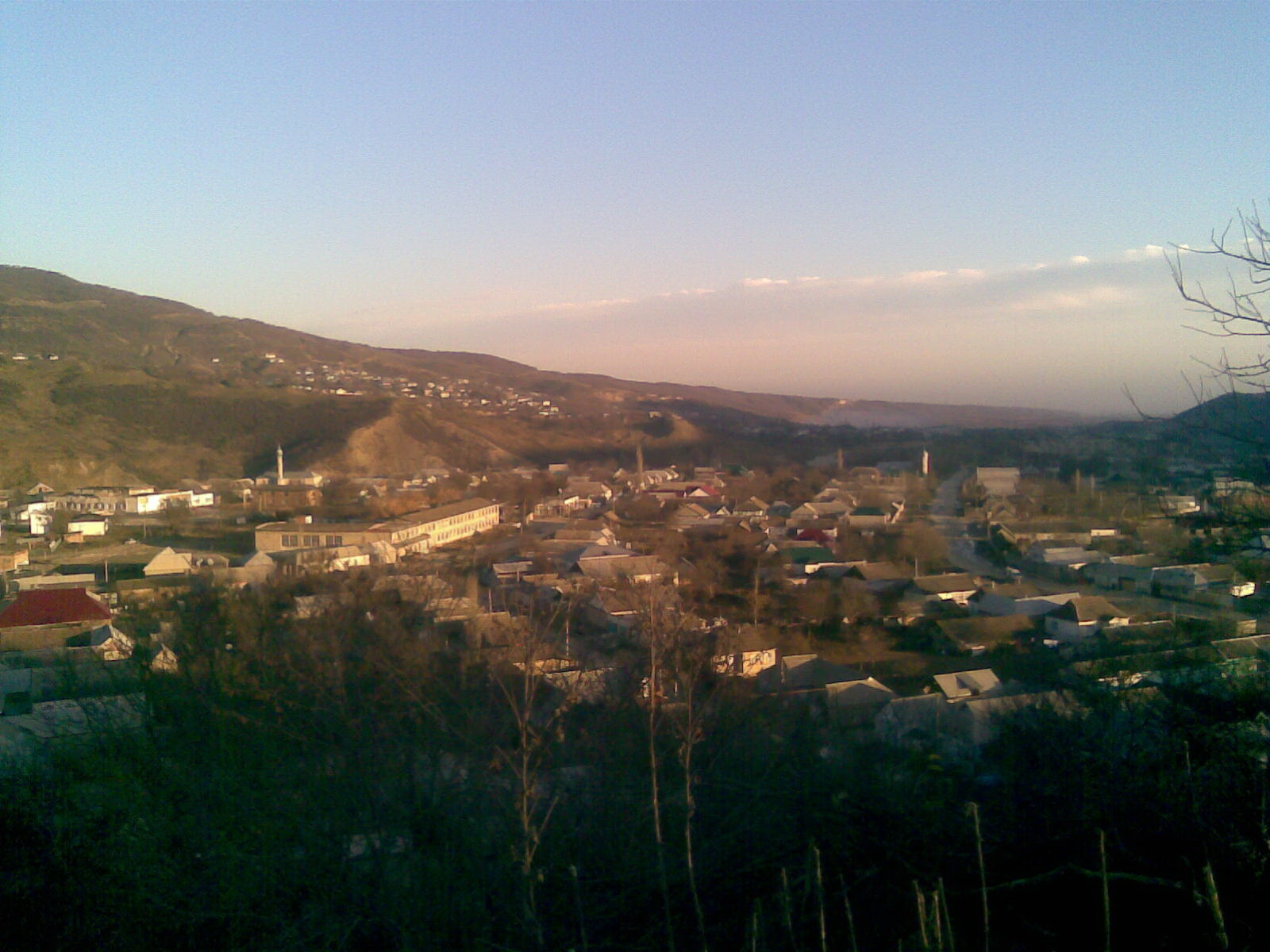
Калининаул, северная часть села
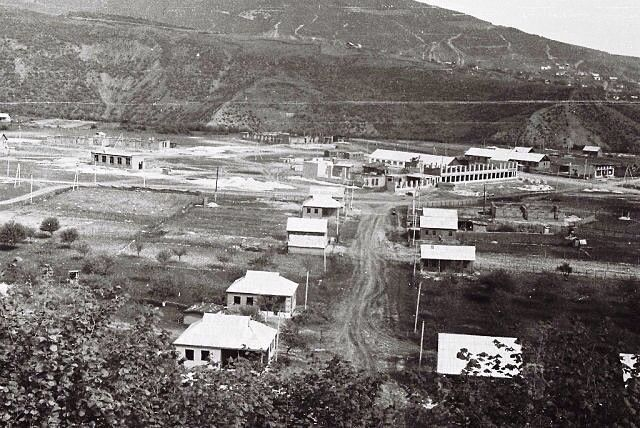
Вид села Калининаул до землетрясения 14 мая 1970 года